# 대한민국의 재외공관 목록

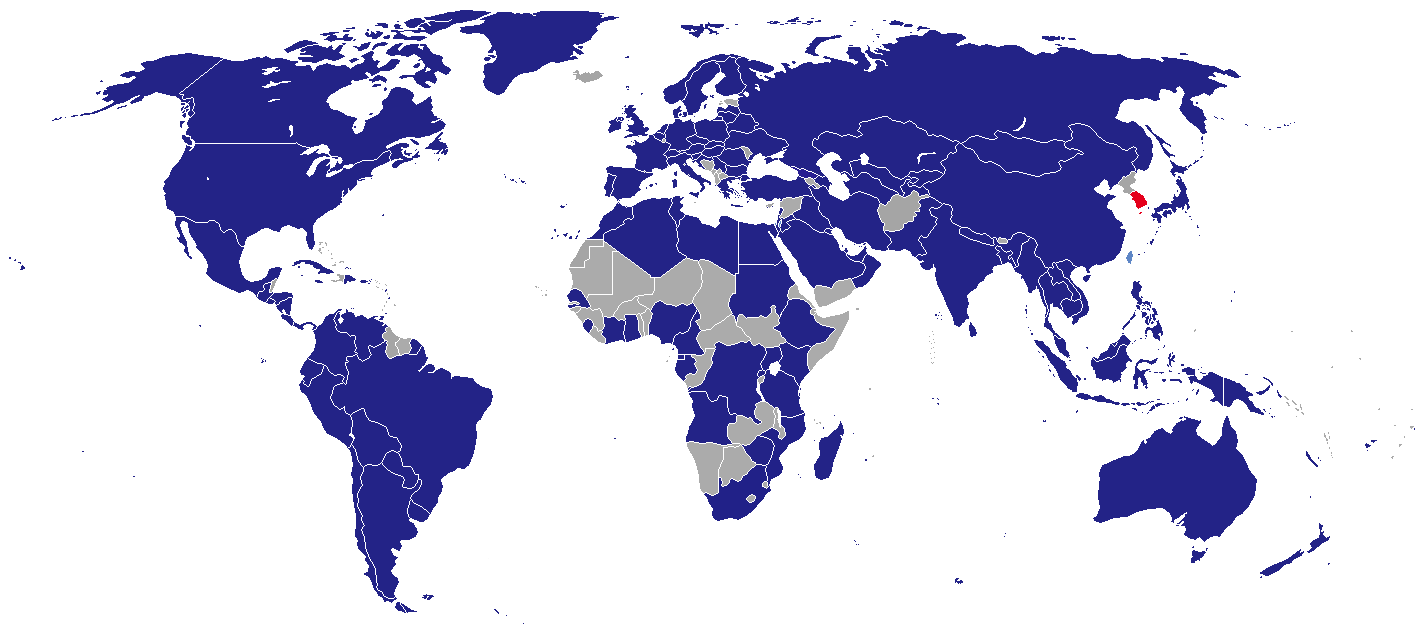
대한민국의 재외공관 설치 지역

이 문서는 대한민국 재외공관을 나열한 목록이다. 수교 중인 194개 국가 중 122개 국가에 대사관을, 46개 지역에 총영사관을, 14개 지역에 분관(영사관에 해당함)을, 7개 지역에 출장소를 설치·운영하고 있다.

## 아시아·태평양 지역
| 명칭                  | 명칭                  | 명칭                  | 위치                                                                                                | 관할 구역             | 개설일 | 겸임 지역                                          |
| --------------------- | --------------------- | --------------------- | --------------------------------------------------------------------------------------------------- | --------------------- | --- | -------------------------------------------------- |
| 주네팔 대사관         | 주네팔 대사관         | 주네팔 대사관         | Ravi bhawan Tahachal, Kathmandu                                                                     | 네팔                  | - 1970년 5월 11일 네팔 총영사관 개설 - 1972년 3월 20일 카트만두 총영사관으로 개편 - 1974년 7월 15일 네팔 대사관으로 승격                               |                                                    |
| 주뉴질랜드 대사관     | 주뉴질랜드 대사관     | 주뉴질랜드 대사관     | 2 Hunter Street, Wellington 6011                                                                    | 뉴질랜드              | - 1971년 8월 19일 개설 | 니우에 사모아 쿡 제도 통가                         |
|                       | 주오클랜드 분관       | 주오클랜드 분관       | Level 12, Tower 1, 205 Queen Street, Auckland Central                                               | [ 내용 1 ]            | - 1996년 8월 2일 개설 |                                                    |
| 주동티모르 대사관     | 주동티모르 대사관     | 주동티모르 대사관     | Avenida de Portugal, Campo Alor, Dom Aleixo, Dili                                                   | 동티모르              | - 2002년 8월 8일 개설 |                                                    |
| 주라오스 대사관       | 주라오스 대사관       | 주라오스 대사관       | Lao-Thai Friendship Road, Ban Watnak, Sisattanak District                                           | 라오스                | - 1973년 11월 13일 비엔티안 통상대표부 개설 - 1974년 8월 14일 라오스 대사관으로 승격 - 1977년 8월 27일 폐쇄 - 1996년 6월 29일 재개설                   |                                                    |
| 주말레이시아 대사관   | 주말레이시아 대사관   | 주말레이시아 대사관   | No. 9 & 11, Jalan Nipah, Off Jalan Ampang, 55000 Kuala Lumpur                                       | 말레이시아            | - 1962년 5월 13일 개설 |                                                    |
|                       | 주코타키나발루 분관   | 주코타키나발루 분관   | L7.02, Level 7, Plaza Shell, 29 Jalan Tunku Abdul Rahman, 88000 Kota Kinabalu, Sabah                | [ 내용 2 ]            | - 2022년 2월 22일 개설 |                                                    |
| 주몽골 대사관         | 주몽골 대사관         | 주몽골 대사관         | Mahatma Gandhi street-39, Khan-Uul district-15, Ulaanbaatar-17011                                   | 몽골                  | - 1990년 5월 22일 개설 |                                                    |
| 주미얀마 대사관       | 주미얀마 대사관       | 주미얀마 대사관       | No.97, University Avenue Road, Bahan Township, P.O.Box 1408, Yangon                                 | 미얀마                | - 1962년 9월 11일 랑군 총영사관 개설 - 1975년 6월 25일 미얀마 대사관으로 승격                                                                          |                                                    |
| 주방글라데시 대사관   | 주방글라데시 대사관   | 주방글라데시 대사관   | Embassy of the Republic of Korea 4 Madani Avenue, Baridhara, Dhaka-1212                             | 방글라데시            | - 1974년 1월 28일 개설 | 부탄                                               |
| 주베트남 대사관       | 주베트남 대사관       | 주베트남 대사관       | 28th Fl., Lotte Center Hanoi, 54 Lieu Giai St., Ba Dinh District, Hanoi                             | 베트남                | - 1993년 1월 30일 개설 |                                                    |
|                       | 주다낭 총영사관       | 주다낭 총영사관       | Tang 3-4, Lo A1-2 Chuong Duong, P.Khue My, Q.Ngu Hanh Son, TP.Da Nang                               | [ 내용 3 ]            | - 2019년 3월 26일 신설 |                                                    |
|                       | 주호찌민 총영사관     | 주호찌민 총영사관     | 107 Nguyen Du, Dist 1, HCMC                                                                         | [ 내용 4 ]            | - 1993년 5월 15일 개설 |                                                    |
| 주브루나이 대사관     | 주브루나이 대사관     | 주브루나이 대사관     | Lot No 24160, Simpang 336, Diplomatic Enclave, Jalan Kebangsaan, Kampong Kianggeh                   | 브루나이              | - 1983년 9월 22일 반다르스리브가완 총영사관 개설 - 1984년 1월 1일 브루나이 대사관으로 승격                                                             |                                                    |
| 주스리랑카 대사관     | 주스리랑카 대사관     | 주스리랑카 대사관     | No. 98 Dharmapala Mawatha, Colombo 7                                                                | 스리랑카              | - 1972년 9월 1일 콜롬보 통상대표부 개설 - 1977년 11월 15일 스리랑카 대사관으로 승격                                                                    | 몰디브                                             |
| 주싱가포르 대사관     | 주싱가포르 대사관     | 주싱가포르 대사관     | 47 Scotts Road #08-00 Goldbell Towers Singapore 228233                                              | 싱가포르              | - 1970년 12월 31일 싱가포르 통상경제대표부 개설 - 1971년 8월 19일 싱가포르 총영사관으로 개편 - 1975년 9월 29일 싱가포르 대사관으로 승격                |                                                    |
| 주아프가니스탄 대사관 | 주아프가니스탄 대사관 | 주아프가니스탄 대사관 | House No. 34, Street No. 10, Wazir Akbar Khan, Kabul, Afghanistan                                   | 아프가니스탄          | - 1974년 11월 4일 개설 - 1980년 9월 12일 폐쇄 - 2002년 8월 8일 재개설                                                                                  |                                                    |
| 주인도 대사관         | 주인도 대사관         | 주인도 대사관         | 9 Chandragupta Marg, Chanakyapuri Extension, New Delhi - 110021                                     | 인도                  | - 1962년 4월 24일 뉴델리 총영사관 개설 - 1974년 1월 28일 인도 대사관으로 승격                                                                          |                                                    |
|                       | 주뭄바이 총영사관     | 주뭄바이 총영사관     | Dr. E Moses Road, Worli Naka, Mumbai 400018                                                         | [ 내용 7 ]            | - 1980년 5월 22일 개설 - 1982년 3월 1일 폐쇄 - 1996년 6월 29일 재개설 - 2001년 7월 1일 뭄바이 분관으로 강등 - 2005년 12월 9일 뭄바이 총영사관으로 승격 |                                                    |
|                       | 주첸나이 총영사관     | 주첸나이 총영사관     | Dr. Radha Krishnan Road, Mylapore, Chennai 600 004                                                  | [ 내용 8 ]            | - 2012년 12월 20일 개설 |                                                    |
| 주인도네시아 대사관   | 주인도네시아 대사관   | 주인도네시아 대사관   | Jalan Jenderal Gatot Subroto Kav. 57 Jakarta 12950                                                  | 인도네시아            | - 1966년 11월 7일 자카르타 총영사관 개설 - 1973년 10월 19일 인도네시아 대사관으로 승격                                                                 |                                                    |
|                       | 주발리 분관           | 주발리 분관           | Jalan Prof. Moh. Yamin No.8, Kelurahan Sumerta Kelod, Kec,Denpasar Timur, Kota Denpasar, Bali 80239 | [ 내용 9 ]            | - 2020년 2월 25일 개설 |                                                    |
| 주일본 대사관         | 주일본 대사관         | 주일본 대사관         | 도쿄도 미나토구 미나미아자부 1-2-5                                                                  | 일본                  | - 1949년 1월 14일 일본 대표부 개설 - 1965년 2월 18일 일본 대사관으로 승격                                                                              |                                                    |
|                       | 주고베 총영사관       | 주고베 총영사관       | 효고현 고베시 주오구 나카야마테길 2-21-5                                                            | [ 내용 11 ]           | - 1966년 1월 27일 고베 영사관 개설 - 1974년 5월 7일 고베 총영사관으로 승격 - 2001년 7월 1일 고베 출장소로 강등 - 2008년 7월 3일 고베 총영사관으로 승격 |                                                    |
|                       | 주나고야 총영사관     | 주나고야 총영사관     | 아이치현 나고야시 나카무라구 메이에키미나미 1-19-12                                                 | [ 내용 12 ]           | - 1966년 1월 27일 나고야 영사관 개설 - 1974년 5월 7일 나고야 총영사관으로 승격                                                                         |                                                    |
|                       | 주니가타 총영사관     | 주니가타 총영사관     | 니가타현 니가타시 주오구 반다이지마 5-1                                                             | [ 내용 13 ]           | - 1978년 3월 14일 개설 |                                                    |
|                       | 주삿포로 총영사관     | 주삿포로 총영사관     | 홋카이도 삿포로시 주오구 기타2조 니시12초메 1-4                                                     | [ 내용 14 ]           | - 1966년 1월 27일 개설 |                                                    |
|                       | 주센다이 총영사관     | 주센다이 총영사관     | 미야기현 센다이시 아오바구 가미스기1초메 4-3                                                        | [ 내용 15 ]           | - 1966년 1월 27일 센다이 영사관 개설 - 1980년 5월 22일 센다이 총영사관으로 승격                                                                        |                                                    |
|                       | 주오사카 총영사관     | 주오사카 총영사관     | 오사카부 오사카시 주오구 니시신사이바시 2-3-4                                                       | [ 내용 16 ]           | - 오사카 출장소 개설 (날짜 불명) - 1966년 1월 27일 오사카 총영사관으로 승격                                                                            |                                                    |
|                       | 주요코하마 총영사관   | 주요코하마 총영사관   | 가나가와현 요코하마시 나카구 야마테 118                                                             | [ 내용 17 ]           | - 1966년 1월 27일 요코하마 영사관 개설 - 1974년 5월 7일 요코하마 총영사관으로 승격                                                                     |                                                    |
|                       | 주후쿠오카 총영사관   | 주후쿠오카 총영사관   | 후쿠오카현 후쿠오카시 주오구 지교하마 1-1-3                                                         | [ 내용 18 ]           | - 후쿠오카 출장소 개설 (날짜 불명) - 1966년 1월 27일 후쿠오카 총영사관으로 승격                                                                        |                                                    |
|                       | 주히로시마 총영사관   | 주히로시마 총영사관   | 히로시마현 히로시마시 미나미구 히가시고진정 4-22                                                    | [ 내용 19 ]           | - 1966년 1월 27일 시모노세키 영사관 개설 - 1980년 5월 22일 시모노세키 총영사관으로 승격 - 1996년 6월 29일 히로시마 총영사관으로 개편                   |                                                    |
| 주중국 대사관         | 주중국 대사관         | 주중국 대사관         | 베이징시 차오양구 둥팡둥로 20호                                                                     | 중화인민공화국        | - 1992년 9월 4일 개설 |                                                    |
|                       | 주광저우 총영사관     | 주광저우 총영사관     | 광둥성 광저우시 하이주구 赤岗领事馆区友邻三路18号                                                   | [ 내용 21 ]           | - 2001년 4월 24일 개설 |                                                    |
|                       | 주상하이 총영사관     | 주상하이 총영사관     | 상하이시 장녕구 만산로 60호                                                                         | [ 내용 22 ]           | - 1993년 1월 30일 개설 |                                                    |
|                       | 주선양 총영사관       | 주선양 총영사관       | 랴오닝성 선양시 허핑구 南13纬路 37号                                                                | [ 내용 23 ]           | - 1999년 3월 2일 선양 사무소 개설 - 2003년 4월 17일 선양 총영사관으로 승격                                                                             |                                                    |
|                       |                       | 주다롄 출장소         | 랴오닝성 다롄시 중산구 런민로 23호                                                                  | [ 내용 24 ]           | - 2011년 9월 8일 개설 |                                                    |
|                       | 주시안 총영사관       | 주시안 총영사관       | 산시성 시안시 고신기술산업개발구 과기로 33                                                          | [ 내용 25 ]           | - 2006년 8월 24일 개설 |                                                    |
|                       | 주우한 총영사관       | 주우한 총영사관       | 후베이성 우한시 장한구 신화로 218                                                                   | [ 내용 26 ]           | - 2009년 1월 1일 개설 |                                                    |
|                       | 주청두 총영사관       | 주청두 총영사관       | 쓰촨성 청두시 东御街18号百扬大厦14楼                                                                | [ 내용 27 ]           | - 2004년 8월 19일 개설 |                                                    |
|                       | 주칭다오 총영사관     | 주칭다오 총영사관     | 산둥성 칭다오시 청양구 춘양로 88                                                                    | [ 내용 28 ]           | - 1994년 4월 21일 개설 |                                                    |
|                       | 주홍콩 총영사관       | 주홍콩 총영사관       | 홍콩 金鐘夏慤道 16                                                                                  | [ 내용 29 ]           | - 1949년 5월 1일 홍콩 영사관 개설 - 1962년 9월 11일 홍콩 총영사관으로 승격                                                                             |                                                    |
| 주캄보디아 대사관     | 주캄보디아 대사관     | 주캄보디아 대사관     | Phum No.14, Sangkat Tonle Bassac, Khan Chamkarmon, Phnom Penh                                       | 캄보디아              | - 1962년 9월 11일 프놈펜 총영사관 개설 - 1967년 1월 31일 폐쇄 - 1996년 6월 29일 캄보디아 대표부 개설 - 1998년 2월 28일 캄보디아 대사관으로 승격        |                                                    |
|                       | 주시엠립 분관         | 주시엠립 분관         | Sokha Siem Reap Resort&Convention Center, St. 60, Phum Trang, Sangkat Slorkram, Siem Reap           | [ 내용 30 ]           | - 2016년 1월 22일 개설 |                                                    |
| 주태국 대사관         | 주태국 대사관         | 주태국 대사관         | 23 Thiam-Ruammit Road, Ratchadapisek, Huay-Kwang, Bangkok 10310                                     | 태국                  | - 1959년 1월 20일 태국 공사관 개설 - 1960년 8월 30일 태국 대사관으로 승격                                                                              |                                                    |
| 주파키스탄 대사관     | 주파키스탄 대사관     | 주파키스탄 대사관     | Block 13, Street 29, G-5/4, Diplomatic Enclave II, Islamabad                                        | 파키스탄              | - 1968년 3월 12일 라왈핀디 총영사관 개설 - 1968년 9월 11일 이슬라마바드 총영사관으로 개편 - 1983년 11월 21일 파키스탄 대사관으로 승격                  |                                                    |
|                       | 주카라치 분관         | 주카라치 분관         | 101, 29th Street(Off. Khayaban-e-Mohafiz) Phase VI, DHA, Karachi, Pakistan                          | [ 내용 31 ]           | - 1983년 11월 21일 카라치 총영사관 개설 - 1999년 1월 1일 카라치 분관으로 강등                                                                          |                                                    |
| 주파푸아뉴기니 대사관 | 주파푸아뉴기니 대사관 | 주파푸아뉴기니 대사관 | Section 21 Allotments 2 & 3, Champion Parade, Granville, Port Moresby                               | 파푸아뉴기니          | - 1975년 4월 4일 포트모르즈비 영사관 개설 - 1981년 7월 25일 파푸아뉴기니 대사관으로 승격                                                               | 바누아투 솔로몬 제도                               |
| 주피지 대사관         | 주피지 대사관         | 주피지 대사관         | Victoria Parade, Suva                                                                               | 피지                  | - 1980년 9월 12일 개설 | 나우루 마셜 제도 미크로네시아 연방 키리바시 투발루 |
| 주필리핀 대사관       | 주필리핀 대사관       | 주필리핀 대사관       | 122 Upper McKinley Road, McKinley Town Center, Fort Bonifacio, Taguig city 1634                     | 필리핀                | - 1954년 1월 19일 필리핀 공사관 개설 - 1958년 2월 1일 필리핀 대사관으로 승격                                                                           | 팔라우                                             |
|                       | 세부 분관             | 세부 분관             | Lot 2, Samar Loop Cor. Road 5, Cebu Business Park, Mabolo, Cebu City                                | [ 내용 32 ]           | - 2014년 4월 29일 개설 |                                                    |
| 주호주 대사관         | 주호주 대사관         | 주호주 대사관         | 113 Empire Circuit, Yarralumla ACT 2600                                                             | 오스트레일리아 (호주) | - 1953년 3월 시드니 총영사관 개설 - 1962년 1월 23일 호주 대사관으로 승격                                                                               |                                                    |
|                       | 주시드니 총영사관     | 주시드니 총영사관     | Level 10, 44 Market Street Sydney NSW 2000                                                          | [ 내용 34 ]           | - 1970년 5월 11일 개설 |                                                    |
|                       |                       | 주브리즈번 출장소     | | [ 내용 35 ]           | - 2021년 3월 30일 개설 |                                                    |
|                       | 주멜번 분관           | 주멜번 분관           | Level 10, 636 St Kilda Rd, Melbourne VIC 3004                                                       | [ 내용 36 ]           | - 2012년 2월 22일 개설 |                                                    |

## 아메리카 지역
| 명칭                       | 명칭                                                | 명칭                                                | 위치 | 관할 구역         | 개설일 | 겸임 지역                                                       |
| -------------------------- | --------------------------------------------------- | --------------------------------------------------- | --- | ----------------- | --- | --------------------------------------------------------------- |
| 주과테말라 대사관          | 주과테말라 대사관                                   | 주과테말라 대사관                                   | 5 Avenida 5-55 Zona 14, Edificio Europlaza, Torre 3, Nivel 7, Ciudad de Guatemala                               | 과테말라          | - 1974년 8월 14일 개설                                                                                              |                                                                 |
| 주니카라과 대사관          | 주니카라과 대사관                                   | 주니카라과 대사관                                   | Edificio Invercasa Torre III 5to Piso Frente al Hospital Monte España, Managua                                  | 니카라과          | - 1981년 7월 25일 개설 - 1990년 10월 30일 폐쇄 - 2007년 7월 19일 재개설                                             |                                                                 |
| 주도미니카 공화국 대사관   | 주도미니카 공화국 대사관                            | 주도미니카 공화국 대사관                            | Avenida Enriquillo No. 75, Urbanización Real, Santo Domingo                                                     | 도미니카 공화국   | - 1975년 4월 4일 개설                                                                                               | 도미니카 연방 바하마 세인트키츠 네비스 아이티 앤티가 바부다     |
| 주멕시코 대사관            | 주멕시코 대사관                                     | 주멕시코 대사관                                     | Lopez Diaz de Armendariz 110, Col. Lomas de Virreyes Deleg Miguel Hidalgo, Mexico D.F                           | 멕시코            | - 1962년 9월 11일 개설                                                                                              | 자메이카                                                        |
|                            | 킹스턴 분관                                         | 킹스턴 분관                                         | 5 Oakridge Kingston 8 Jamaica W.I                                                                               | 자메이카          | - 2008년 8월 4일 개설                                                                                               |                                                                 |
| 주미국 대사관              | 주미국 대사관                                       | 주미국 대사관                                       | 2450 Massachusetts Avenue N.W. Washington, D.C. 20008                                                           | 미국              | - 1949년 3월 25일 개설                                                                                              |                                                                 |
|                            | 주뉴욕 총영사관                                     | 주뉴욕 총영사관                                     | 460 Park Ave.(bet.57th & 58th St.) New York, NY 10022                                                           | [ 내용 39 ]       | - 1949년 4월 1일 뉴욕 총영사관 개설 - 1966년 1월 27일 뉴욕 영사관으로 강등 - 1969년 6월 26일 뉴욕 총영사관으로 승격 |                                                                 |
|                            |                                                     | 주필라델피아 출장소                                 | 1500 John F. Kennedy Boulevard. Suite 1830 Philadelphia, PA 19102                                               | [ 내용 40 ]       | - 2020년 7월 10일 개설                                                                                              |                                                                 |
|                            | 주로스앤젤레스 총영사관                             | 주로스앤젤레스 총영사관                             | 3243 Wilshire Blvd, Los Angeles, CA 90010                                                                       | [ 내용 41 ]       | - 1948년 11월 21일 개설                                                                                             |                                                                 |
|                            | 주보스턴 총영사관                                   | 주보스턴 총영사관                                   | 300 Washington Street (One Gateway Center), Suite 251. Newton, MA 02458                                         | [ 내용 42 ]       | - 1979년 3월 29일 개설 - 1982년 3월 1일 폐쇄 - 1988년 9월 20일 재개설                                               |                                                                 |
|                            | 주샌프란시스코 총영사관                             | 주샌프란시스코 총영사관                             | 3500 Clay Street, San Francisco, CA 94118                                                                       | [ 내용 43 ]       | - 1953년 9월 15일 개설                                                                                              |                                                                 |
|                            | 주시애틀 총영사관                                   | 주시애틀 총영사관                                   | 115 W Mercer St. Seattle, WA 98119                                                                              | [ 내용 44 ]       | - 1977년 8월 27일 개설                                                                                              |                                                                 |
|                            |                                                     | 주앵커리지 출장소                                   | 800 E. Dimond Blvd., STE 3-695, ANCHORAGE, AK 99515                                                             | [ 내용 45 ]       | - 1980년 5월 22일 앵커리지 총영사관 개설 - 1999년 4월 1일 폐쇄 - 2008년 8월 4일 앵커리지 출장소 개설                |                                                                 |
|                            | 주시카고 총영사관                                   | 주시카고 총영사관                                   | NBC Tower Suite 2700, 455 N. Cityfront Plaza Dr. Chicago, IL 60611                                              | [ 내용 46 ]       | - 1968년 4월 26일 시카고 영사관 개설 - 1969년 6월 26일 시카고 총영사관으로 승격                                     |                                                                 |
|                            | 주애틀랜타 총영사관                                 | 주애틀랜타 총영사관                                 | 229 PEACHTREE STREET NE, SUITE 2100, INTERNATIONAL TOWER, ATLANTA, GA 30303                                     | [ 내용 47 ]       | - 1976년 9월 2일 개설                                                                                               |                                                                 |
|                            | 주호놀룰루 총영사관                                 | 주호놀룰루 총영사관                                 | 2756 Pali Highway Honolulu, Hawaii 96817                                                                        | [ 내용 48 ]       | - 1949년 4월 개설                                                                                                   |                                                                 |
|                            |                                                     | 주하갓냐 출장소                                     | 153 Zoilo St., Tamuning, Guam 96913                                                                             | [ 내용 49 ]       | - 1974년 5월 7일 하갓냐 영사관 개설 - 1977년 2월 9일 하갓냐 총영사관으로 승격 - 1999년 3월 1일 하갓냐 출장소로 강등 |                                                                 |
|                            | 주휴스턴 총영사관                                   | 주휴스턴 총영사관                                   | 1990 Post Oak Blvd. #1250, Houston, TX 77056                                                                    | [ 내용 50 ]       | - 1968년 4월 26일 개설                                                                                              |                                                                 |
|                            |                                                     | 주댈러스 출장소                                     | 14001 Dallas Parkway Ste.450 (4층), Dallas, TX 75240                                                            | [ 내용 51 ]       | - 2012년 10월 15일 개설                                                                                             |                                                                 |
| 주베네수엘라 대사관        | 주베네수엘라 대사관                                 | 주베네수엘라 대사관                                 | Av. Francisco de Miranda, Centro Lido, Torre B, Piso 9, Ofic.91-92-B, El Rosal, Caracas                         | 베네수엘라        | - 1973년 5월 5일 개설                                                                                               | 수리남                                                          |
| 주볼리비아 대사관          | 주볼리비아 대사관                                   | 주볼리비아 대사관                                   | Calacoto calle #13, Edificio Torre Lucia 4-5 Piso, La Paz                                                       | 볼리비아          | - 1975년 4월 4일 개설 - 1999년 1월 1일 폐쇄 - 2008년 7월 3일 재개설                                                 |                                                                 |
| 주브라질 대사관            | 주브라질 대사관                                     | 주브라질 대사관                                     | SEN - Av. das Nações, Lote 14 Asa Norte, 70800-915, Brasilia-DF                                                 | 브라질            | - 1962년 5월 28일 개설                                                                                              |                                                                 |
|                            | 주상파울루 총영사관                                 | 주상파울루 총영사관                                 | Av. Paulista,37 (Alameda Santos,74), 8˚andar cj. 81 - Bela Vista, Sao Paulo                                     | [ 내용 53 ]       | - 1970년 10월 19일 개설                                                                                             |                                                                 |
| 주아르헨티나 대사관        | 주아르헨티나 대사관                                 | 주아르헨티나 대사관                                 | Av. del Libertador 2395, Ciudad Autónoma de Buenos Aires (C1425AAJ)                                             | 아르헨티나        | - 1965년 3월 30일 개설                                                                                              |                                                                 |
| 주에콰도르 대사관          | 주에콰도르 대사관                                   | 주에콰도르 대사관                                   | Av. 12 de Octubre 1942 y Cordero Edificio World Trade Center, Torre B, Piso 3, Quito                            | 에콰도르          | - 1973년 12월 8일 개설                                                                                              |                                                                 |
| 주엘살바도르 대사관        | 주엘살바도르 대사관                                 | 주엘살바도르 대사관                                 | Calle El Mirador y 87 Av. Nte. Edificio Torre Futura, Nivel 14, Local 5, Col. Escalon, San Salvador             | 엘살바도르        | - 1987년 8월 1일 개설                                                                                               | 벨리즈                                                          |
| 주온두라스 대사관          | 주온두라스 대사관                                   | 주온두라스 대사관                                   | Metrópolis Torre 2, piso 15, Blvd. Suyapa, frente a Televicentro, Tegucigalpa                                   | 온두라스          | - 2006년 8월 24일 개설                                                                                              |                                                                 |
| 주우루과이 대사관          | 주우루과이 대사관                                   | 주우루과이 대사관                                   | Av. Luis Alberto de Herrera 1248, Torre II, Piso10 WTC, C.P. 11300, Montevideo                                  | 우루과이          | - 1966년 7월 12일 개설 - 1998년 9월 1일 폐쇄 - 2002년 8월 8일 재개설                                                |                                                                 |
| 주칠레 대사관              | 주칠레 대사관                                       | 주칠레 대사관                                       | Alcántara 74, Las Condes, Santiago                                                                              | 칠레              | - 1966년 11월 7일 개설                                                                                              |                                                                 |
| 주캐나다 대사관            | 주캐나다 대사관                                     | 주캐나다 대사관                                     | 150 Boteler Street, Ottawa, Ontario                                                                             | 캐나다            | - 1965년 3월 30일 개설                                                                                              |                                                                 |
|                            | 주몬트리올 총영사관 겸 주국제 민간 항공 기구 대표부 | 주몬트리올 총영사관 겸 주국제 민간 항공 기구 대표부 | 1250 René-Lévesque Boulevard West, Suite 3600, Montreal, Quebec                                                 | [ 내용 55 ]       | - 1980년 5월 22일 개설                                                                                              |                                                                 |
|                            | 주밴쿠버 총영사관                                   | 주밴쿠버 총영사관                                   | Suite 1600, 1090 West Georgia Street Vancouver, British Columbia                                                | [ 내용 56 ]       | - 1969년 9월 29일 개설                                                                                              |                                                                 |
|                            | 주토론토 총영사관                                   | 주토론토 총영사관                                   | 555 Avenue Road, Toronto, Ontario                                                                               | [ 내용 57 ]       | - 1975년 4월 4일 개설                                                                                               |                                                                 |
| 주코스타리카 대사관        | 주코스타리카 대사관                                 | 주코스타리카 대사관                                 | Urbanización Trejos Montealegre, San Rafael de Escazú, San Jose                                                 | 코스타리카        | - 1974년 8월 14일 개설                                                                                              |                                                                 |
| 주콜롬비아 대사관          | 주콜롬비아 대사관                                   | 주콜롬비아 대사관                                   | Calle 94 No.9-39, Bogota                                                                                        | 콜롬비아          | - 1971년 8월 19일 개설                                                                                              |                                                                 |
| 주쿠바 대사관              | 주쿠바 대사관                                       | 주쿠바 대사관                                       | 5ta Avenida entre Calle 76 y 78, Edificio Barcelona, Oficina 301, Centro de Negocios Miram ar, Playa, La Habana | 쿠바              | - 2024년 7월 2일 개설 결정 - 2025년 1월 17일 임시 대사 체제로 개관                                                  |                                                                 |
| 주트리니다드 토바고 대사관 | 주트리니다드 토바고 대사관                          | 주트리니다드 토바고 대사관                          | #36 Elizabeth Street, St. Clair, Port of Spain                                                                  | 트리니다드 토바고 | - 1985년 9월 28일 개설 - 1999년 3월 1일 폐쇄 - 2008년 7월 3일 재개설                                                | 가이아나 그레나다 바베이도스 세인트루시아 세인트빈센트 그레나딘 |
| 주파나마 대사관            | 주파나마 대사관                                     | 주파나마 대사관                                     | Calle 50, Torre Global Bank, Piso 30, Oficina3002, Obarrio, Panama                                              | 파나마            | - 1973년 5월 5일 개설                                                                                               |                                                                 |
| 주파라과이 대사관          | 주파라과이 대사관                                   | 주파라과이 대사관                                   | Avda. República Argentina 678 esq. Pacheco, Asunción                                                            | 파라과이          | - 1975년 4월 4일 개설                                                                                               |                                                                 |
| 주페루 대사관              | 주페루 대사관                                       | 주페루 대사관                                       | Calle Guillermo Marconi 165, San Isidro, Lima                                                                   | 페루              | - 1971년 8월 19일 개설                                                                                              |                                                                 |

## 유럽 지역
| 명칭                                                     | 명칭                                                     | 명칭                                                     | 위치                                                                     | 관할 구역            | 개설일 | 겸임 지역                                    |
| -------------------------------------------------------- | -------------------------------------------------------- | -------------------------------------------------------- | ------------------------------------------------------------------------ | -------------------- | --- | -------------------------------------------- |
| 주교황청 대사관                                          | 주교황청 대사관                                          | 주교황청 대사관                                          | VIA DELLA MENDOLA 109, 00135, ROME                                       | 바티칸 시국 (교황청) | - 1974년 3월 18일 개설 |                                              |
| 주그리스 대사관                                          | 주그리스 대사관                                          | 주그리스 대사관                                          | 2-4 Messogion Avenue, 115 27, Athens                                     | 그리스               | - 1973년 5월 5일 개설 | 알바니아 키프로스                            |
| 주네덜란드 대사관                                        | 주네덜란드 대사관                                        | 주네덜란드 대사관                                        | Verlengde Tolweg 8, 2517 JV The Hague                                    | 네덜란드             | - 1969년 6월 26일 개설 |                                              |
| 주노르웨이 대사관                                        | 주노르웨이 대사관                                        | 주노르웨이 대사관                                        | Inkognitogata 3, 0258 Oslo                                               | 노르웨이             | - 1972년 12월 16일 개설 | 아이슬란드                                   |
| 주덴마크 대사관                                          | 주덴마크 대사관                                          | 주덴마크 대사관                                          | Svanemøllevej 104, DK-2900 Hellerup                                      | 덴마크               | - 1972년 3월 20일 개설 |                                              |
| 주독일 대사관                                            | 주독일 대사관                                            | 주독일 대사관                                            | Stülerstr. 10, 10787 Berlin                                              | 독일                 | - 1958년 8월 1일 개설 |                                              |
|                                                          | 주프랑크푸르트 총영사관                                  | 주프랑크푸르트 총영사관                                  | Lyoner Str. 34, 60528 Frankfurt                                          | [ 내용 60 ]          | - 1984년 11월 2일 개설 |                                              |
|                                                          | 주함부르크 총영사관                                      | 주함부르크 총영사관                                      | Kaiser-Wilhelm-Str. 9 (3.OG), 20355 Hamburg                              | [ 내용 61 ]          | - 1965년 3월 30일 함부르크 영사출장소 개설 - 1966년 1월 27일 함부르크 총영사관으로 승격 - 1999년 4월 1일 폐쇄 - 2007년 7월 19일 재개설                                                                       |                                              |
|                                                          | 주본 분관                                                | 주본 분관                                                | Godesberger Allee. 142-148, 53175 Bonn                                   | [ 내용 62 ]          | - 1999년 8월 9일 개설 |                                              |
| 주라트비아 대사관                                        | 주라트비아 대사관                                        | 주라트비아 대사관                                        | 2 Jura Alunana Street, LV-1010, Riga                                     | 라트비아             | - 2012년 2월 22일 리가 분관 개설 - 2019년 3월 26일 라트비아 대사관으로 승격 |                                              |
| 주러시아 대사관                                          | 주러시아 대사관                                          | 주러시아 대사관                                          | St. Plyushchikha 56 bldg 1, Moscow                                       | 러시아               | - 1990년 10월 30일 소련 대사관 개설 - 1992년 7월 31일 러시아 대사관으로 개편 | 아르메니아                                   |
|                                                          | 주블라디보스토크 총영사관                                | 주블라디보스토크 총영사관                                | Pologaya St. 19, 690091, Vladivostok                                     | [ 내용 64 ]          | - 1992년 7월 31일 개설 |                                              |
|                                                          |                                                          | 주유즈노사할린스크 출장소                                | 283 Bm Lenin St., Yuzhno-Sakhalinsk                                      | [ 내용 65 ]          | - 2006년 6월 30일 개설 |                                              |
|                                                          | 주상트페테르부르크 총영사관                              | 주상트페테르부르크 총영사관                              | St. Nekrasova 32-a, Saint-Petersburg                                     | [ 내용 66 ]          | - 2005년 12월 9일 개설 |                                              |
|                                                          | 주이르쿠츠크 총영사관                                    | 주이르쿠츠크 총영사관                                    | Gegarin Boulevard, Irkustk                                               | [ 내용 67 ]          | - 2008년 7월 3일 개설 |                                              |
| 주루마니아 대사관                                        | 주루마니아 대사관                                        | 주루마니아 대사관                                        | Calea Floreasca, No.246C. Etaj 33, Sector 1, Bucarest                    | 루마니아             | - 1990년 5월 22일 개설 |                                              |
| 주룩셈부르크 대사관                                      | 주룩셈부르크 대사관                                      | 주룩셈부르크 대사관                                      | L-1142 Luxembourg, 5, rue Pierre d’Aspelt                                | 룩셈부르크           | - 2023년 11월 7일 개설 결정 - 2024년 9월 12일 정식 개관 |                                              |
| 주리투아니아 대사관                                      | 주리투아니아 대사관                                      | 주리투아니아 대사관                                      | Liubarto g. 33, Vilnius, LT-08117                                        | 리투아니아           | - 2023년 11월 7일 개설 결정 - 2024년 10월 8일 정식 개관 |                                              |
| 주벨기에·유럽 연합 대사관 겸 주북대서양 조약 기구 대표부 | 주벨기에·유럽 연합 대사관 겸 주북대서양 조약 기구 대표부 | 주벨기에·유럽 연합 대사관 겸 주북대서양 조약 기구 대표부 | Chaussée de la Hulpe 173-175, 1170 Brussels(Watermael-Boitsfort)         | 벨기에               | - 1966년 7월 12일 개설 |                                              |
| 주벨라루스 대사관                                        | 주벨라루스 대사관                                        | 주벨라루스 대사관                                        | Ave. Pobediteley 59, 5th Floor, Minsk                                    | 벨라루스             | - 2007년 7월 19일 개설 |                                              |
| 주불가리아 대사관                                        | 주불가리아 대사관                                        | 주불가리아 대사관                                        | Dragan Tsankov Blvd 36, Interpred, Fl. 7A, 1057, Sofia                   | 불가리아             | - 1990년 5월 22일 개설 | 북마케도니아                                 |
| 주세르비아 대사관                                        | 주세르비아 대사관                                        | 주세르비아 대사관                                        | Miloša Savčića 4, 11040 Belgrade                                         | 세르비아             | - 1990년 1월 30일 유고슬라비아 대사관 개설 - 1998년 9월 1일 폐쇄 - 2002년 2월 4일 유고슬라비아 대사관 재개설 - 2003년 4월 17일 세르비아 몬테네그로 대사관으로 개편 - 2007년 2월 1일 세르비아 대사관으로 개편 | 몬테네그로                                   |
| 주스웨덴 대사관                                          | 주스웨덴 대사관                                          | 주스웨덴 대사관                                          | Laboratoriegatan 10, 115 27 Stockholm                                    | 스웨덴               | - 1963년 7월 18일 개설 |                                              |
| 주스위스 대사관                                          | 주스위스 대사관                                          | 주스위스 대사관                                          | Kalcheggweg 38, 3000 Bern 15                                             | 스위스               | - 1963년 7월 18일 개설 | 리히텐슈타인                                 |
| 주스페인 대사관                                          | 주스페인 대사관                                          | 주스페인 대사관                                          | C/ González Amigó 15, 28033 Madrid                                       | 스페인               | - 1970년 5월 11일 개설 | 안도라                                       |
|                                                          | 주바르셀로나 총영사관                                    | 주바르셀로나 총영사관                                    | Passeig de Gracia 103, 3ª P, 08008, Barcelona                            | [ 내용 68 ]          | - 1987년 8월 1일 개설 - 1993년 9월 7일 폐쇄 - 2018년 3월 30일 재개설 |                                              |
|                                                          | 주라스팔마스 분관                                        | 주라스팔마스 분관                                        | Luis Doreste Silva 60, 1ª P, 35004, Las Palmas de Gran Canaria           | [ 내용 69 ]          | - 1973년 10월 19일 라스팔마스 영사관 개설 - 1976년 6월 17일 라스팔마스 총영사관으로 승격 - 1999년 4월 1일 라스팔마스 분관으로 강등                                                                           |                                              |
| 주슬로바키아 대사관                                      | 주슬로바키아 대사관                                      | 주슬로바키아 대사관                                      | Štúrova 16, 811 02 Bratislava                                            | 슬로바키아           | - 2006년 8월 24일 개설 |                                              |
| 주슬로베니아 대사관                                      | 주슬로베니아 대사관                                      | 주슬로베니아 대사관                                      | Gosposvetska cesta 11, 1000 Ljubljana                                    | 슬로베니아           | - 2023년 11월 7일 개설 결정 - 2025년 2월 20일 정식 개관 |                                              |
| 주아일랜드 대사관                                        | 주아일랜드 대사관                                        | 주아일랜드 대사관                                        | 15 Clyde Road, Ballsbridge, Dublin 4, D04 EN28                           | 아일랜드             | - 1987년 8월 1일 개설 |                                              |
| 주아제르바이잔 대사관                                    | 주아제르바이잔 대사관                                    | 주아제르바이잔 대사관                                    | H.Aliyev str., Cross 1, House 12, Baku                                   | 아제르바이잔         | - 2006년 8월 24일 개설 |                                              |
| 주에스토니아 대사관                                      | 주에스토니아 대사관                                      | 주에스토니아 대사관                                      | Liivalaia 13, 4.korrus, 10118 Tallinn                                    | 에스토니아           | - 2023년 11월 7일 개설 결정 - 2024년 8월 29일 정식 개관 |                                              |
| 주영국 대사관 겸 주국제 해사 기구 대표부                 | 주영국 대사관 겸 주국제 해사 기구 대표부                 | 주영국 대사관 겸 주국제 해사 기구 대표부                 | 60 Buckingham Gate, London SW1E 6AJ                                      | 영국                 | - 1950년 2월 17일 영국 공사관 개설 - 1957년 6월 13일 영국 대사관으로 승격 |                                              |
| 주오스트리아 대사관 겸 주빈 국제 기구 대표부             | 주오스트리아 대사관 겸 주빈 국제 기구 대표부             | 주오스트리아 대사관 겸 주빈 국제 기구 대표부             | Gregor Mendel Strasse 25, A-1180, Vienna                                 | 오스트리아           | - 1966년 11월 7일 개설 | 코소보                                       |
| 주우즈베키스탄 대사관                                    | 주우즈베키스탄 대사관                                    | 주우즈베키스탄 대사관                                    | Afrosiab st. 7, Tashkent, 100029                                         | 우즈베키스탄         | - 1993년 9월 7일 개설 |                                              |
| 주우크라이나 대사관                                      | 주우크라이나 대사관                                      | 주우크라이나 대사관                                      | 12, Striletska St., Kyiv                                                 | 우크라이나           | - 1992년 7월 31일 개설 | 몰도바                                       |
| 주이탈리아 대사관                                        | 주이탈리아 대사관                                        | 주이탈리아 대사관                                        | Via Barnaba Oriani, 30 - 00197 Roma                                      | 이탈리아             | - 1957년 9월 이탈리아 공사관 개설 - 1959년 4월 16일 이탈리아 대사관으로 승격 | 바티칸 시국 (영사 업무에 한함) 몰타 산마리노 |
|                                                          | 주밀라노 총영사관                                        | 주밀라노 총영사관                                        | Piazza Cavour 3, 20121 - Milano                                          | [ 내용 71 ]          | - 1978년 3월 14일 개설 - 1982년 3월 1일 폐쇄 - 2007년 7월 19일 재개설 |                                              |
| 주조지아 대사관                                          | 주조지아 대사관                                          | 주조지아 대사관                                          | 12, Titsian Tabidze Str. Tbilisi 0179                                    | 조지아               | - 2015년 6월 26일 개설 - 2024년 11월 조지아 대사관으로 승격 |                                              |
| 주체코 대사관                                            | 주체코 대사관                                            | 주체코 대사관                                            | Slavickova 5, 160 00 Praha 6-Bubenec                                     | 체코                 | - 1990년 5월 29일 체코슬로바키아 대사관 개설 - 1993년 1월 30일 체코 대사관으로 개편 |                                              |
| 주카자흐스탄 대사관                                      | 주카자흐스탄 대사관                                      | 주카자흐스탄 대사관                                      | Kosmonavtov St. 62, Astana, 010000                                       | 카자흐스탄           | - 1993년 1월 30일 개설 |                                              |
|                                                          | 주알마티 총영사관                                        | 주알마티 총영사관                                        | Kaldayakov st. 66A, Bogenbai batyr st. corner, Almaty                    | [ 내용 73 ]          | - 2004년 12월 10일 아스타나 분관 개설 - 2008년 8월 4일 알마티 분관으로 개편 - 2015년 5월 29일 알마티 총영사관으로 승격                                                                                       |                                              |
| 주크로아티아 대사관                                      | 주크로아티아 대사관                                      | 주크로아티아 대사관                                      | Ksaverska cesta 111/A-B, 10000 Zagreb                                    | 크로아티아           | - 2007년 7월 19일 개설 | 보스니아 헤르체고비나                        |
| 주키르기스스탄 대사관                                    | 주키르기스스탄 대사관                                    | 주키르기스스탄 대사관                                    | 35, Str. Akhunbaev, Bishkek                                              | 키르기스스탄         | - 2008년 7월 3일 개설 |                                              |
| 주타지키스탄 대사관                                      | 주타지키스탄 대사관                                      | 주타지키스탄 대사관                                      | Ghani Abdullo 61, Dushanbe                                               | 타지키스탄           | - 2008년 8월 4일 두샨베 분관 개설 - 2021년 3월 30일 타지키스탄 대사관으로 승격 |                                              |
| 주튀르키예 대사관                                        | 주튀르키예 대사관                                        | 주튀르키예 대사관                                        | Farabi Sokak. No.27, Cinnah Caddesi, Ankara 06690                        | 튀르키예             | - 1957년 3월 8일 터키 대사관 개설 - 2022년 9월 13일 튀르키예 대사관으로 개편 |                                              |
|                                                          | 주이스탄불 총영사관                                      | 주이스탄불 총영사관                                      | Askerocağı Cad. Süzer Plaza, No:6, Kat:4, 34367, Elmadağ/Şişli, İstanbul | [ 내용 74 ]          | - 1977년 8월 27일 개설 - 1982년 3월 1일 폐쇄 - 2006년 8월 24일 재개설 |                                              |
| 주투르크메니스탄 대사관                                  | 주투르크메니스탄 대사관                                  | 주투르크메니스탄 대사관                                  | 744005, Azadi str., 17a, Ashgabat                                        | 투르크메니스탄       | - 2007년 7월 19일 개설 |                                              |
| 주포르투갈 대사관                                        | 주포르투갈 대사관                                        | 주포르투갈 대사관                                        | Av. Miguel Bombarda 36-7, 1051-802 Lisboa                                | 포르투갈             | - 1975년 4월 4일 개설 |                                              |
| 주폴란드 대사관                                          | 주폴란드 대사관                                          | 주폴란드 대사관                                          | ul. Szwolezerow 600-464 Warsaw                                           | 폴란드               | - 1989년 11월 23일 개설 |                                              |
| 주프랑스 대사관                                          | 주프랑스 대사관                                          | 주프랑스 대사관                                          | 125 rue de Grenelle 75007 Paris                                          | 프랑스               | - 1949년 7월 6일 프랑스 공사관 개설 - 1958년 10월 10일 프랑스 대사관으로 승격 | 모나코                                       |
| 주핀란드 대사관                                          | 주핀란드 대사관                                          | 주핀란드 대사관                                          | Erottajankatu 7 A, 4th 00130 Helsinki                                    | 핀란드               | - 1972년 3월 20일 헬싱키 통상대표부 개설 - 1973년 10월 19일 핀란드 대사관으로 승격 |                                              |
| 주헝가리 대사관                                          | 주헝가리 대사관                                          | 주헝가리 대사관                                          | 1062 Andrassy ut. 109. Budapest                                          | 헝가리               | - 1988년 10월 12일 헝가리 대표부 개설 - 1989년 2월 13일 헝가리 대사관으로 승격 |                                              |

## 중동 지역
| 명칭                    | 명칭                    | 위치                                                                                      | 관할 구역      | 개설일 | 겸임 지역 |
| ----------------------- | ----------------------- | ----------------------------------------------------------------------------------------- | -------------- | --- | --------- |
| 주레바논 대사관         | 주레바논 대사관         | Bldg.4, Elias Sarkis Road 1209, Yarzeh, Baabda                                            | 레바논         | - 1970년 1월 5일 베이루트 통상대표부 개설 - 1981년 4월 3일 레바논 대사관으로 승격                                         | 시리아    |
| 주리비아 대사관         | 주리비아 대사관         | Abounawas Area, Gargaresh St., Tripoli                                                    | 리비아         | - 1978년 3월 14일 트리폴리 총영사관 개설 - 1981년 3월 2일 리비아 대사관으로 승격                                          |           |
| 주모로코 대사관         | 주모로코 대사관         | 41 Av. Mehdi Ben Barka, Souissi                                                           | 모로코         | - 1962년 9월 11일 개설 | 모리타니  |
| 주바레인 대사관         | 주바레인 대사관         | Villa 401, Road 915, Al Salmaniya 309, Manama                                             | 바레인         | - 1976년 5월 22일 개설 - 1999년 4월 1일 폐쇄 - 2011년 5월 11일 마나마 분관 개설 - 2011년 12월 30일 바레인 대사관으로 승격 |           |
| 주사우디아라비아 대사관 | 주사우디아라비아 대사관 | Riyadh 11693                                                                              | 사우디아라비아 | - 1973년 3월 31일 개설 |           |
|                         | 주젯다 총영사관         | Jeddah 21544                                                                              | [ 내용 76 ]    | - 1984년 7월 28일 개설 - 1998년 9월 1일 폐쇄 - 2007년 7월 19일 재개설                                                     |           |
| 주아랍에미리트 대사관   | 주아랍에미리트 대사관   | 33rd Airport Rd, Embassies District, Abu Dhabi                                            | 아랍에미리트   | - 1976년 9월 2일 아부다비 총영사관 개설 - 1980년 9월 12일 아랍에미리트 대사관으로 승격                                    |           |
|                         | 주두바이 총영사관       | Villa # 12, Street 29b, Jumeirah 2, Dubai                                                 | [ 내용 78 ]    | - 2007년 7월 19일 개설 |           |
| 주알제리 대사관         | 주알제리 대사관         | 23 Chemin de la Madeleine Chekiken, Hydra                                                 | 알제리         | - 1990년 2월 28일 개설 |           |
| 주예멘 대사관           | 주예멘 대사관           | House No.4 (Off Iran St), Sana'a (임시 사무소: P.O.Box 94399, Riyadh 11693, Saudi Arabia) | 예멘           | - 1987년 1월 24일 개설 - 1999년 1월 1일 폐쇄 - 2007년 7월 19일 재개설                                                     |           |
| 주오만 대사관           | 주오만 대사관           | P.O.Box 377, Madinat Qaboos, Postal Code 115, Muscat                                      | 오만           | - 1976년 9월 2일 개설 |           |
| 주요르단 대사관         | 주요르단 대사관         | Bahjat Homsi st. 7, Amman 11181                                                           | 요르단         | - 1975년 4월 4일 개설 |           |
| 주이라크 대사관         | 주이라크 대사관         | Villa W5, Dijla Diplomatic Compound Green Zone, Baghdad                                   | 이라크         | - 1981년 7월 25일 바그다드 총영사관 개설 - 1989년 8월 7일 이라크 대사관으로 승격                                          |           |
|                         | 주아르빌 분관           | Rotana Hotel, Gulan Street, Erbil                                                         | [ 내용 79 ]    | - 2016년 8월 22일 개설 |           |
| 주이란 대사관           | 주이란 대사관           | No. 2, West Daneshvar St, Sheikhbahai Ave, Vanak Sq, Tehran                               | 이란           | - 1967년 1월 31일 개설 |           |
| 주이스라엘 대사관       | 주이스라엘 대사관       | 6 Hasadnaot St., Herzliya Pituach 4672833                                                 | 이스라엘       | - 1993년 12월 13일 개설                                                                                                   |           |
| 주이집트 대사관         | 주이집트 대사관         | 3 Boulos Hanna St., Dokki, Cairo                                                          | 이집트         | - 1962년 5월 1일 카이로 총영사관 개설 - 1995년 5월 1일 이집트 대사관으로 승격                                             |           |
| 주카타르 대사관         | 주카타르 대사관         | West Bay, Diplomatic Area, Doha                                                           | 카타르         | - 1976년 9월 2일 개설 |           |
| 주쿠웨이트 대사관       | 주쿠웨이트 대사관       | Kuwait, Mishref, Diplomatic Zone 2, Street 303, Block 7A, Plot 6                          | 쿠웨이트       | - 1972년 3월 20일 쿠웨이트 통상대표부 개설 - 1979년 7월 9일 쿠웨이트 대사관으로 승격                                      |           |
| 주튀니지 대사관         | 주튀니지 대사관         | 3 Rue de l'Alhambra, Mutuelleville, B.P.297, 1002 Tunis                                   | 튀니지         | - 1968년 9월 11일 튀니스 총영사관 개설 - 1969년 6월 26일 튀니지 대사관으로 승격                                           |           |

## 아프리카 지역
| 명칭                                          | 명칭                                          | 위치                                                                         | 관할 구역         | 개설일 | 겸임 지역                              |
| --------------------------------------------- | --------------------------------------------- | ---------------------------------------------------------------------------- | ----------------- | --- | -------------------------------------- |
| 주가나 대사관                                 | 주가나 대사관                                 | No.10, Fifth Avenue Extension, Cantonments, Accra                            | 가나              | - 1978년 3월 14일 개설 | 베냉 토고                              |
| 주가봉 대사관                                 | 주가봉 대사관                                 | B.P.2620, Libreville                                                         | 가봉              | - 1973년 5월 5일 개설 | 상투메 프린시페 적도 기니              |
|                                               | 주말라보 분관                                 | Villa 14, Hotel 3 de Agosto, Avda.HassanⅡ, Malabo                            | 적도 기니         | - 2012년 2월 22일 개설 |                                        |
| 주나이지리아 대사관                           | 주나이지리아 대사관                           | No9 Ovia Crescent Off Pope John Paul II Street Maitama, POBox 6870, Abuja    | 나이지리아        | - 1980년 3월 8일 개설 | 라이베리아 시에라리온                  |
|                                               | 주라고스 분관                                 | Plot 10A & B, Layi Ajayi Bembe Street, Parkview, Ikoyi, Lagos                | [ 내용 81 ]       | - 2006년 11월 3일 개설 |                                        |
| 주남아프리카 공화국 대사관                    | 주남아프리카 공화국 대사관                    | 265 Melk Street, Nieuw Muckleneuk, Pretoria 0181                             | 남아프리카 공화국 | - 1992년 7월 31일 개설 | 레소토 보츠와나                        |
| 주르완다 대사관                               | 주르완다 대사관                               | Plot No. 10050, Nyarutarama, Kigali                                          | 르완다            | - 1974년 7월 15일 개설 - 1975년 5월 30일 폐쇄 - 1987년 11월 9일 재개설 - 1992년 7월 31일 폐쇄 - 2011년 5월 11일 키갈리 분관 개설 - 2011년 12월 30일 르완다 대사관으로 승격 | 부룬디                                 |
| 주마다가스카르 대사관                         | 주마다가스카르 대사관                         | Villa Pervenches, Lotissement Bonnet, Ivandry, Antananarivo                  | 마다가스카르      | - 1995년 8월 4일 개설 - 2011년 3월 29일 폐쇄 - 2015년 5월 26일 재개설 | 모리셔스 코모로                        |
| 주모잠비크 대사관                             | 주모잠비크 대사관                             | 138 Rua D. Maria II, Maputo                                                  | 모잠비크          | - 2012년 12월 20일 개설 | 에스와티니                             |
| 주세네갈 대사관                               | 주세네갈 대사관                               | Villa Hamoudy, Rue Aimé Césaire Fann, Résidence, B.P. 5850 Dakar Fann, Dakar | 세네갈            | - 1973년 3월 20일 개설 | 감비아 기니 기니비사우 말리 카보베르데 |
| 주수단 대사관                                 | 주수단 대사관                                 | House No.55, Al-Jazira Street 56, Khartoum2, P.O.Box 2414 Khartoum           | 수단              | - 1976년 5월 22일 하르툼 총영사관 개설 - 1977년 5월 9일 수단 대사관으로 승격                                                                                               | 에리트레아                             |
| 주앙골라 대사관                               | 주앙골라 대사관                               | Condominio Zenith, Torre 1, 7º Andar, Via AL 16, Luanda-sul Talatona         | 앙골라            | - 2007년 7월 19일 개설 | 나미비아                               |
| 주에티오피아 대사관 겸 주아프리카 연합 대표부 | 주에티오피아 대사관 겸 주아프리카 연합 대표부 | P.O. BOX 2047, Addis Ababa                                                   | 에티오피아        | - 1966년 1월 27일 개설 | 세이셸 지부티                          |
| 주우간다 대사관                               | 주우간다 대사관                               | Plot 14, Ternan Road, Nakasero, Kampala                                      | 우간다            | - 1963년 7월 18일 개설 - 1995년 5월 1일 폐쇄 - 2011년 5월 11일 캄팔라 분관 개설 - 2011년 12월 30일 우간다 대사관으로 승격                                                  | 남수단                                 |
| 주짐바브웨 대사관                             | 주짐바브웨 대사관                             | 3rd Street, Robert Mugabe Road, Harare                                       | 짐바브웨          | - 1995년 5월 1일 개설 | 말라위 잠비아                          |
| 주카메룬 대사관                               | 주카메룬 대사관                               | House No. 85, Rosa Park Avenue, Ntougou Golf, P.O Box 13286                  | 카메룬            | - 1968년 9월 18일 개설 - 1998년 9월 1일 폐쇄 - 2008년 7월 3일 재개설 | 중앙아프리카 공화국 차드               |
| 주케냐 대사관                                 | 주케냐 대사관                                 | Westlands Road, Nairobi                                                      | 케냐              | - 1963년 7월 18일 나이로비 총영사관 개설 - 1965년 3월 30일 케냐 대사관으로 승격                                                                                            | 소말리아                               |
| 주코트디부아르 대사관                         | 주코트디부아르 대사관                         | 01BP 3950 Abidjan 01, Rue Sainte Marie, Lot 18~19, Cocody Sud, Abidjan       | 코트디부아르      | - 개설 날짜 불명 - 1962년 9월 11일 폐쇄 - 1966년 7월 12일 재개설 | 니제르 부르키나파소                    |
| 주콩고 민주 공화국 대사관                     | 주콩고 민주 공화국 대사관                     | 63, Ave. de la Justice, Gombe, Kinshasa                                      | 콩고 민주 공화국  | - 1970년 1월 5일 개설 - 1999년 1월 1일 폐쇄 - 2008년 7월 3일 재개설 | 콩고 공화국                            |
| 주탄자니아 대사관                             | 주탄자니아 대사관                             | Ohio Street, City Centre, Dar es Salaam                                      | 탄자니아          | - 1992년 7월 31일 개설 |                                        |

## 국제 기구
| 명칭                              | 명칭                              | 위치                                                                 | 관할 국제 기구                           | 개설일                                                               |
| --------------------------------- | --------------------------------- | -------------------------------------------------------------------- | ---------------------------------------- | -------------------------------------------------------------------- |
| 주OECD 대표부                     | 주OECD 대표부                     | auprès de l’OCDE - 4, place de la Porte de Passy 75016 Paris, France | 경제협력개발기구                         | - 1997년 1월 4일 개설                                                |
| 주유네스코 대표부                 | 주유네스코 대표부                 | auprès de l’UNESCO 33, Avenue du Maine 75015 Paris France            | 유네스코                                 | - 1987년 12월 5일 개설 - 1999년 4월 1일 폐쇄 - 2009년 1월 1일 재개설 |
| 주아세안 대표부                   | 주아세안 대표부                   | Jalan Jenderal Gatot Subroto Kav. 57, Jakarta Selatan 12950          | 동남아시아 국가 연합                     | - 2012년 7월 16일 개설                                               |
| 주유엔 대표부                     | 주유엔 대표부                     | 335 E. 45th St., New York, NY 10017                                  | 유엔                                     | - 1951년 11월 개설                                                   |
| 주제네바 유엔 및 국제 기구 대표부 | 주제네바 유엔 및 국제 기구 대표부 | 1 Avenue de l'Ariana, Case Postale 42, 1211 Genève 20, Switzerland   | 유엔 제네바 사무국 제네바 소재 국제 기구 | - 1959년 7월 22일 개설                                               |

## 정식 재외공관이 아닌 공관
《외교부와 그 소속기관 직제》 제43조(명칭·위치 및 관할 구역)에 첨부된 별표에 따르면 대한민국이 독립국으로 승인한 나라들에 위치한 공관들만을 정식 재외공관으로 인정하고 있다. 따라서 대한민국이 독립국으로 승인하지 않은 나라들에 위치한 다음 공관들은 정식 재외공관이 아니기 때문에 제외한다.
| 명칭                    | 명칭                    | 명칭                    | 위치                                                        | 관할 구역       | 개설일                                                                                               |
| ----------------------- | ----------------------- | ----------------------- | ----------------------------------------------------------- | --------------- | --- |
| 주타이베이 대표부       | 주타이베이 대표부       | 주타이베이 대표부       | Rm. 1506, 15F. No. 333, Sec. 1, Kee Lung Road, Taipei       | 중화민국 (대만) | - 1993년 11월 25일 개설                                                                              |
| 주팔레스타인 대표사무소 | 주팔레스타인 대표사무소 | 주팔레스타인 대표사무소 | 5F Padico Building, 17 Al-Quds Street, Al-Masyoun, Ramallah | 팔레스타인      | - 2005년 11월 이스라엘 대사관 산하 대표사무소로 개설 - 2014년 10월 팔레스타인 상주 대표사무소로 개편 |

## 개설 예정인 재외공관
| 명칭 (개설 방식)                         | 명칭 (개설 방식)                         | 개설 예정 위치 | 관할 예정 구역 | 개설 예정 날짜 | 겸임 예정 지역           |
| ---------------------------------------- | ---------------------------------------- | -------------- | -------------- | -------------- | ------------------------ |
| 주마셜 제도 대사관 (신설)                | 주마셜 제도 대사관 (신설)                | 마주로         | 마셜 제도      | 미정           | 나우루 미크로네시아 연방 |
| 주보츠와나 대사관 가보로네 분관 (신설)   | 주보츠와나 대사관 가보로네 분관 (신설)   | 가보로네       | 보츠와나       | 미정           |                          |
| 주수리남 대사관 파라마리보 분관 (재개설) | 주수리남 대사관 파라마리보 분관 (재개설) | 파라마리보     | 수리남         | 미정           |                          |
| 주시에라리온 대사관 (재개설)             | 주시에라리온 대사관 (재개설)             | 프리타운       | 시에라리온     | 미정           | 라이베리아               |
| 주아르메니아 대사관 (신설)               | 주아르메니아 대사관 (신설)               | 예레반         | 아르메니아     | 미정           |                          |
| 주자메이카 대사관 (재개설)               | 주자메이카 대사관 (재개설)               | 킹스턴         | 자메이카       | 미정           |                          |
| 주잠비아 대사관 (재개설)                 | 주잠비아 대사관 (재개설)                 | 루사카         | 잠비아         | 미정           |                          |

## 폐지된 재외공관
| 명칭                         | 명칭                         | 폐지 당시 위치                  | 폐지 당시 관할 구역            | 날짜 |
| ---------------------------- | ---------------------------- | ------------------------------- | ------------------------------ | --- |
| 주감비아 대사관              | 주감비아 대사관              | 반줄                            | 감비아                         | - 1978년 3월 14일 개설 - 1991년 2월 1일 폐쇄 |
| 주기니 대사관                | 주기니 대사관                | 코나크리                        | 기니                           | - 1978년 6월 3일 개설 - 1991년 2월 1일 폐쇄 |
| 주나미비아 대사관            | 주나미비아 대사관            | 빈트후크                        | 나미비아                       | - 1990년 5월 22일 개설 - 1995년 5월 1일 폐쇄 |
| 주니제르 대사관              | 주니제르 대사관              | 니아메                          | 니제르                         | - 1973년 7월 2일 개설 - 1989년 5월 31일 폐쇄 |
| 주라이베리아 대사관          | 주라이베리아 대사관          | 몬로비아                        | 라이베리아                     | - 1973년 5월 5일 개설 - 1992년 7월 31일 폐쇄 |
| 주말라위 대사관              | 주말라위 대사관              | 릴롱궤                          | 말라위                         | - 1975년 4월 4일 개설 - 1992년 7월 31일 폐쇄 |
| 주모리셔스 대사관            | 주모리셔스 대사관            | 포트루이스                      | 모리셔스                       | - 1975년 4월 4일 개설 - 1992년 7월 31일 폐쇄 |
| 주모리타니 대사관            | 주모리타니 대사관            | 누악쇼트                        | 모리타니                       | - 1979년 3월 29일 개설 - 1993년 5월 15일 폐쇄 |
| 주바베이도스 대사관          | 주바베이도스 대사관          | 브리지타운                      | 바베이도스                     | - 1981년 7월 25일 개설 - 1989년 5월 31일 폐쇄 |
| 주부르키나파소 대사관        | 주부르키나파소 대사관        | 와가두구                        | 부르키나파소                   | - 1970년 5월 11일 오트볼타 대사관 개설 - 1984년 11월 2일 부르키나파소 대사관으로 개편 - 1989년 5월 31일 폐쇄                                                            |
| 주소말리아 대사관            | 주소말리아 대사관            | 모가디슈                        | 소말리아                       | - 1987년 12월 5일 개설 - 1992년 7월 31일 폐쇄 |
| 주수리남 대사관              | 주수리남 대사관              | 파라마리보                      | 수리남                         | - 1975년 5월 30일 파라마리보 총영사관 개설 - 1976년 2월 19일 수리남 대사관으로 승격 - 1993년 9월 7일 폐쇄                                                               |
| 주스와질란드 대사관          | 주스와질란드 대사관          | 음바바네                        | 스와질란드 (현재의 에스와티니) | - 1985년 8월 22일 개설 - 1993년 12월 13일 폐쇄 |
| 주시에라리온 대사관          | 주시에라리온 대사관          | 프리타운                        | 시에라리온                     | - 1974년 11월 4일 개설 - 1992년 7월 31일 폐쇄 |
| 주아이티 대사관              | 주아이티 대사관              | 포르토프랭스                    | 아이티                         | - 1985년 8월 22일 개설 - 1992년 7월 31일 폐쇄 |
| 주월남 공화국 대사관         | 주월남 공화국 대사관         | 사이공 (현재의 베트남 호찌민시) | 베트남 공화국 (남베트남)       | - 1956년 5월 23일 월남 공화국 공사관 개설 - 1958년 4월 1일 월남 공화국 대사관으로 승격 - 1977년 8월 27일 폐쇄                                                           |
| 주자메이카 대사관            | 주자메이카 대사관            | 킹스턴                          | 자메이카                       | - 1971년 10월 13일 개설 - 1999년 1월 1일 폐쇄 |
| 주잠비아 대사관              | 주잠비아 대사관              | 루사카                          | 잠비아                         | - 1990년 10월 30일 개설 - 1998년 9월 1일 폐쇄 |
| 주중앙아프리카 공화국 대사관 | 주중앙아프리카 공화국 대사관 | 방기                            | 중앙아프리카 공화국            | - 1971년 8월 31일 개설 - 1989년 5월 31일 폐쇄 |
| 주중화민국 대사관            | 주중화민국 대사관            | 타이베이시                      | 중화민국 (대만)                | - 1948년 11월 중화민국 특사관 개설 - 1949년 1월 4일 중화민국 대사관으로 승격 - 1992년 9월 4일 폐쇄                                                                      |
| 주콩고 공화국 대사관         | 주콩고 공화국 대사관         | 브라자빌                        | 콩고 공화국                    | - 1962년 9월 11일 개설 - 1966년 1월 27일 폐쇄 |
| 주크메르 공화국 대사관       | 주크메르 공화국 대사관       | 프놈펜                          | 크메르 공화국                  | - 1970년 10월 19일 개설 - 1977년 8월 27일 폐쇄 |
| 주토고 대사관                | 주토고 대사관                | 로메                            | 토고                           | - 1973년 3월 31일 개설 - 1974년 11월 4일 폐쇄 |
| 주유럽 연합 대표부           | 주유럽 연합 대표부           | 벨기에 브뤼셀                   | 유럽 연합                      | - 1965년 3월 30일 유럽경제공동체 대표부 개설 - 1971년 8월 31일 유럽공동체 대표부로 개편 - 1997년 1월 4일 유럽연합 대표부로 개편 - 1998년 9월 1일 벨기에 대사관으로 통합 |
| 주마이애미 총영사관          | 주마이애미 총영사관          | 미국 마이애미                   | [ 내용 86 ]                    | - 1979년 3월 29일 개설 - 1982년 3월 1일 폐쇄 - 1988년 9월 20일 재개설 - 1999년 1월 1일 폐쇄                                                                             |
| 주마카오 총영사관            | 주마카오 총영사관            | 홍콩                            | [ 내용 87 ]                    | - 1984년 7월 28일 개설 - 2001년 7월 1일 폐쇄 |
| 주베를린 총영사관            | 주베를린 총영사관            | 독일 베를린                     | [ 내용 88 ]                    | - 1972년 12월 16일 서베를린 총영사관 개설 - 1991년 2월 1일 베를린 총영사관으로 개편 - 2003년 4월 17일 폐쇄                                                              |
| 주암스테르담 총영사관        | 주암스테르담 총영사관        | 네덜란드 암스테르담             | [ 내용 89 ]                    | - 1980년 5월 22일 개설 - 1982년 3월 1일 폐쇄 |
| 주나하 영사관                | 주나하 영사관                | 일본 나하시                     | [ 내용 90 ]                    | - 1973년 3월 20일 개설 - 1995년 8월 4일 폐쇄 |

## 갤러리

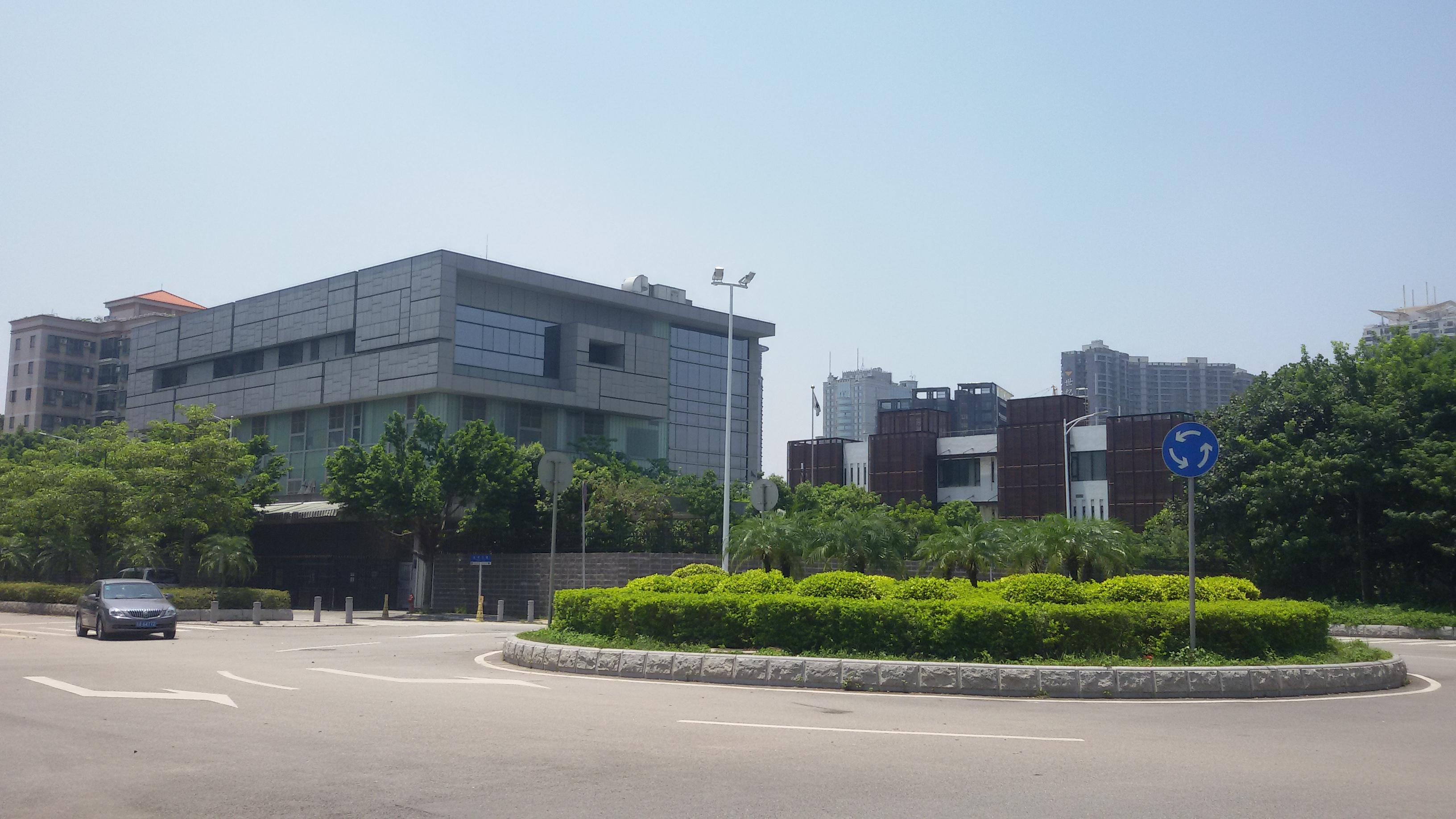
주광저우 총영사관
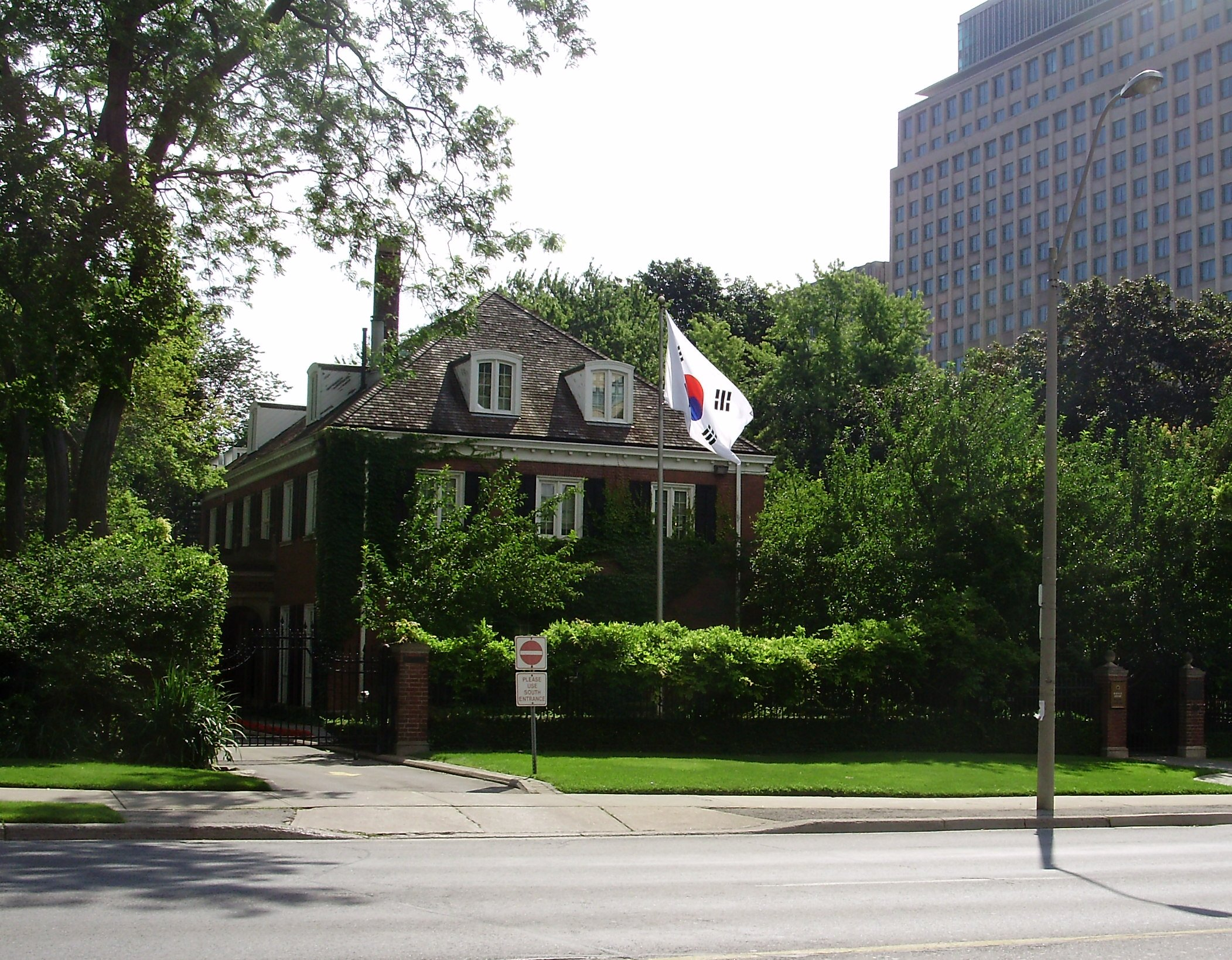
주토론토 총영사관
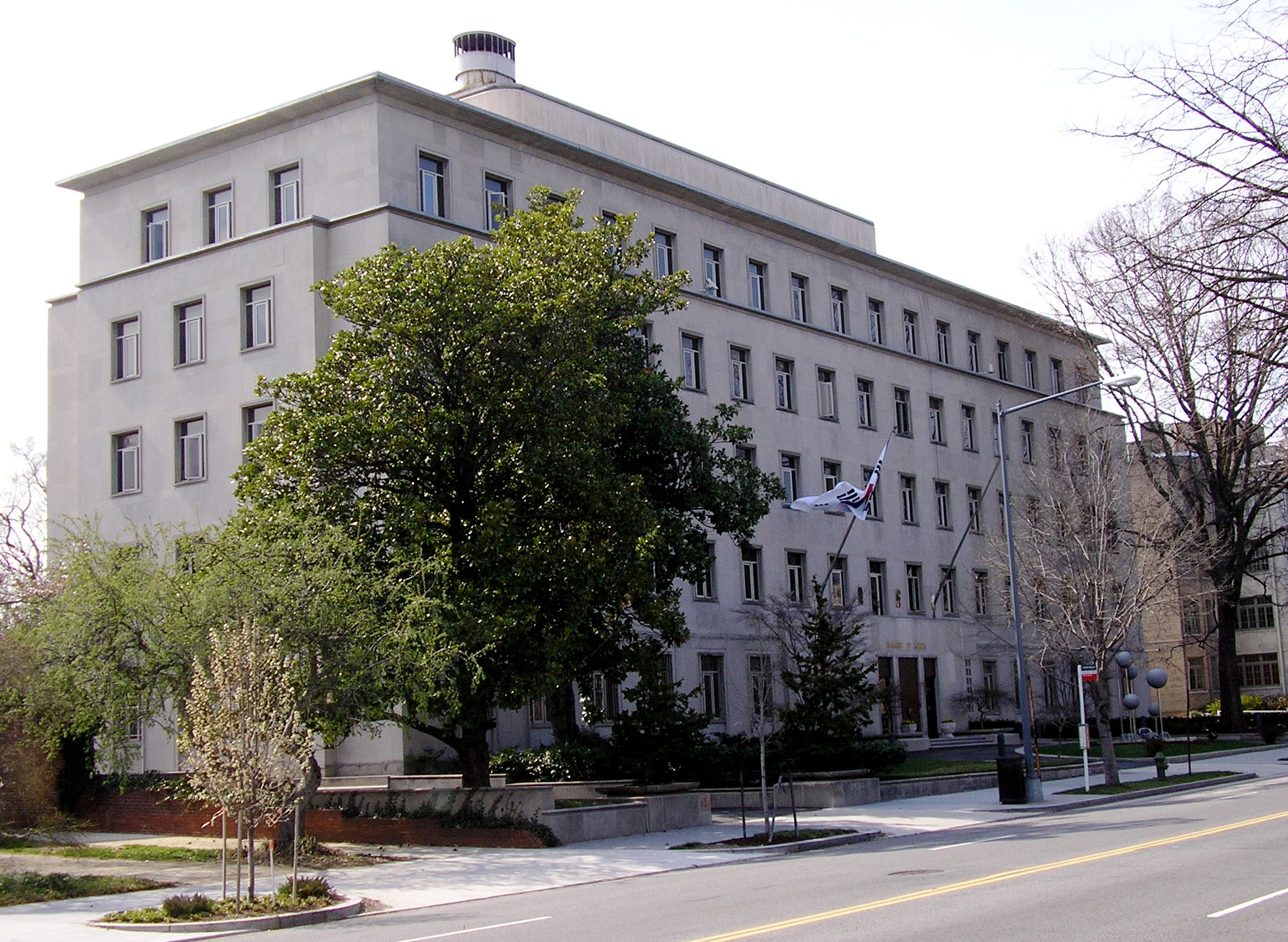
주미국 대사관
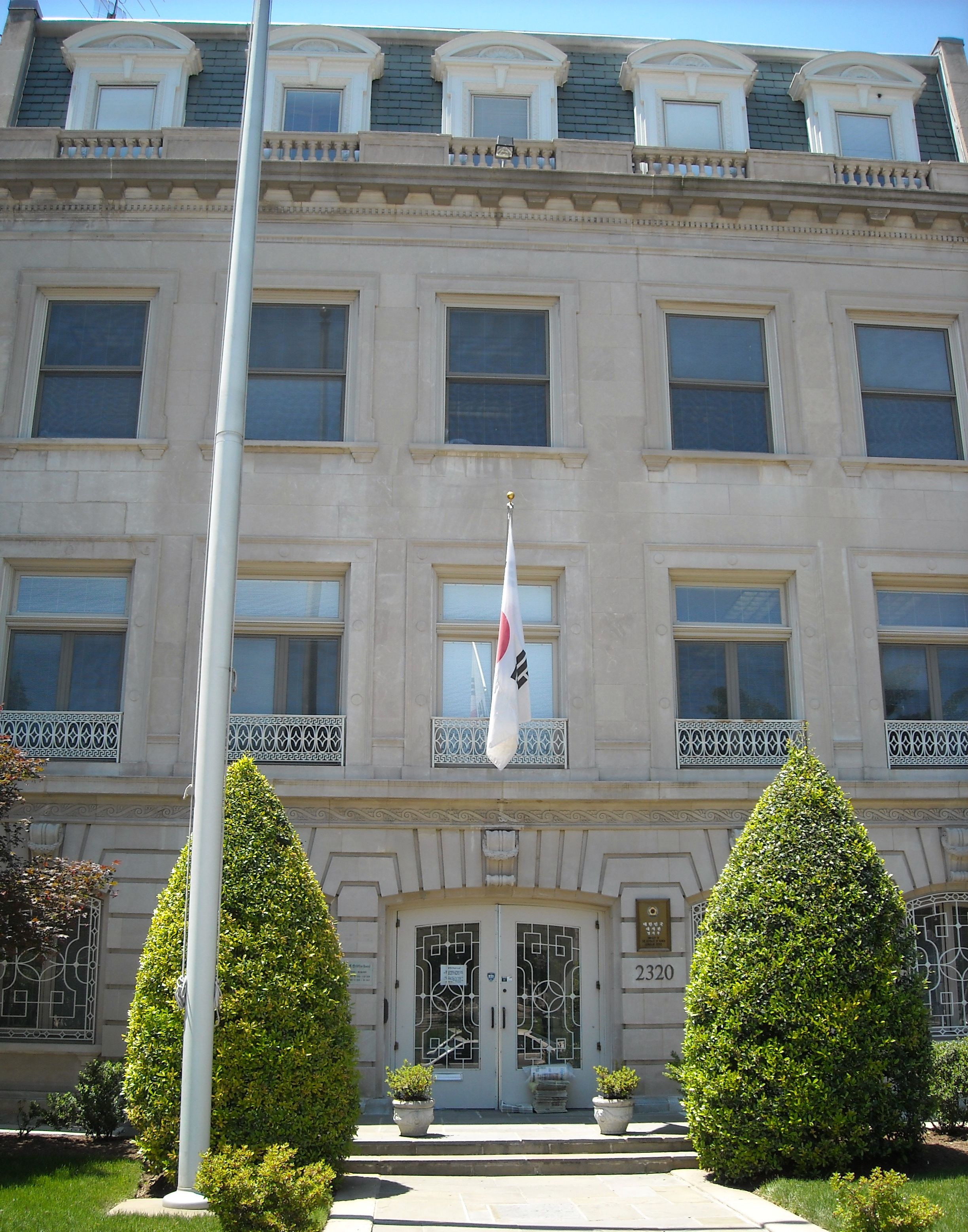
주미국 대사관 영사부
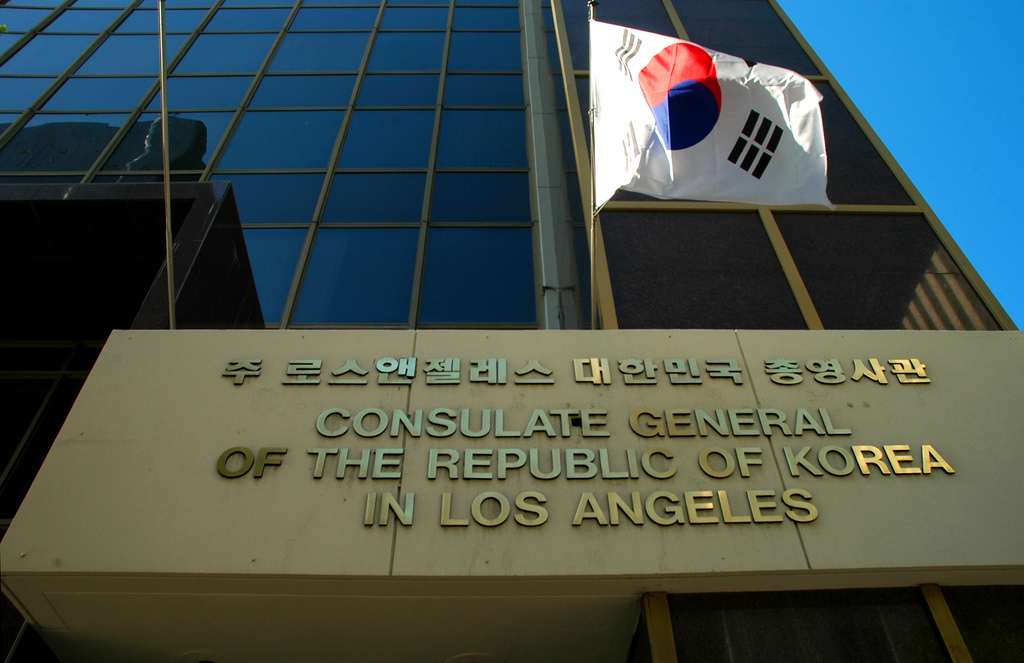
주로스앤젤레스 총영사관
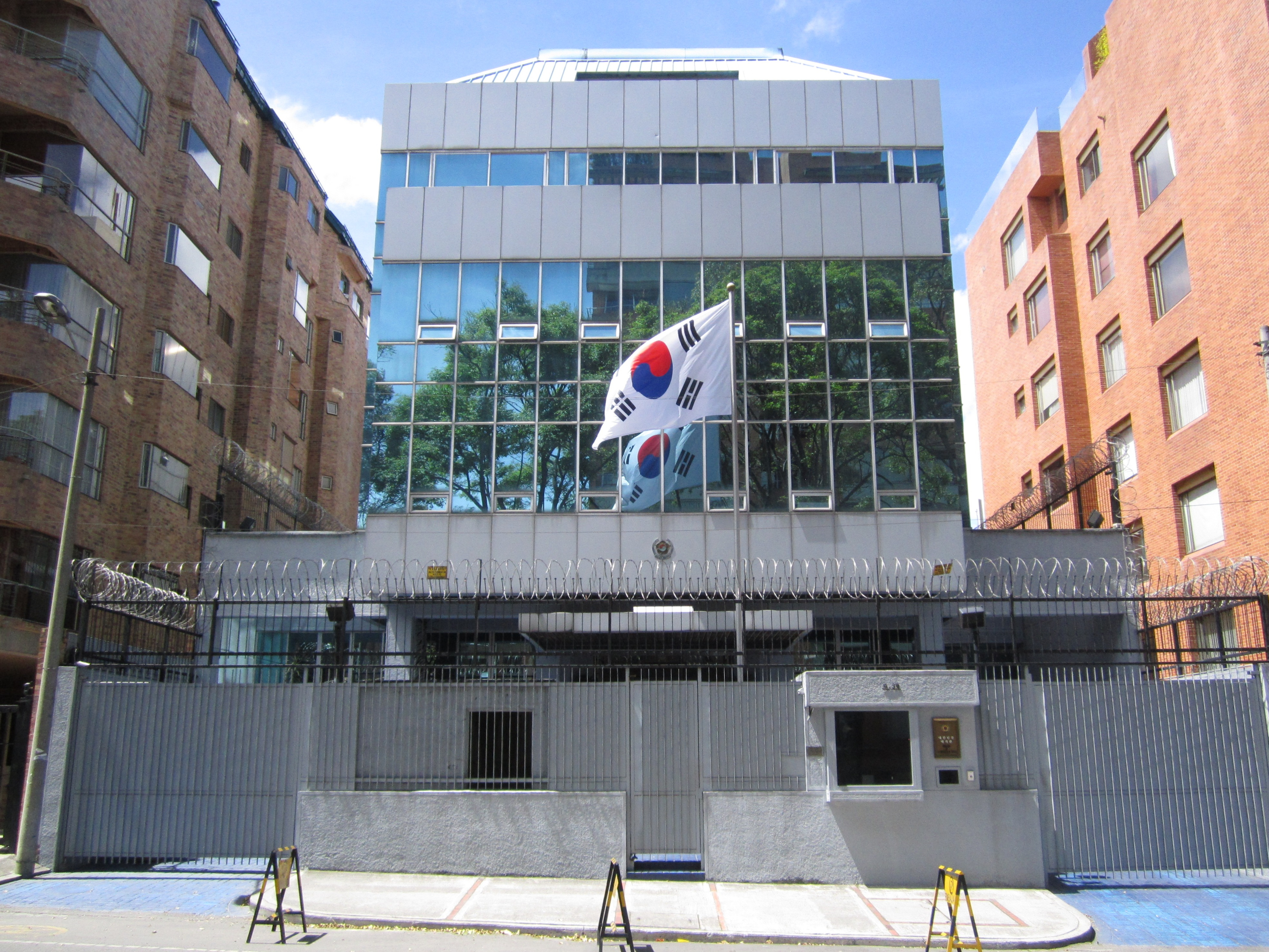
주콜롬비아 대사관
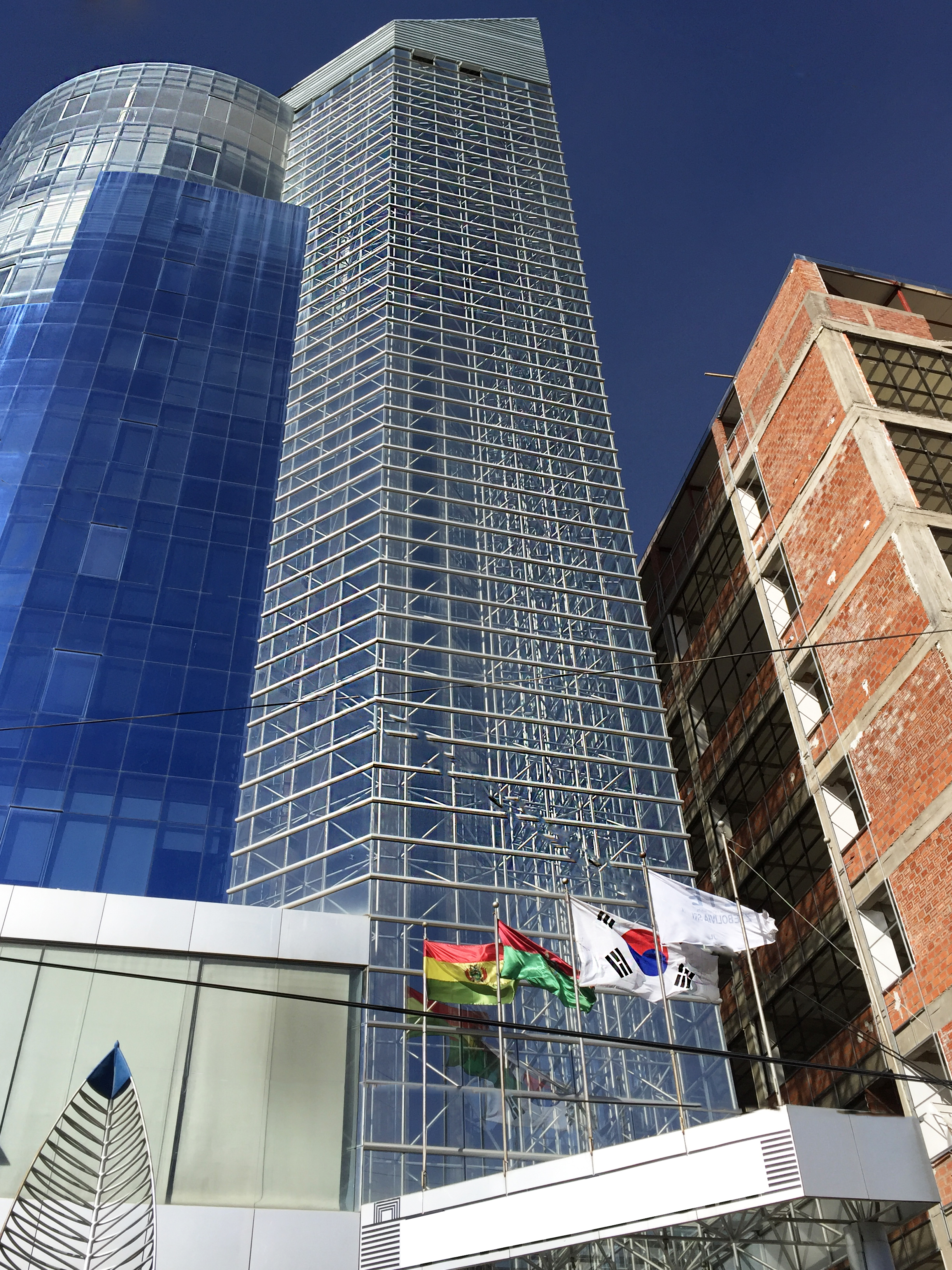
주볼리비아 대사관
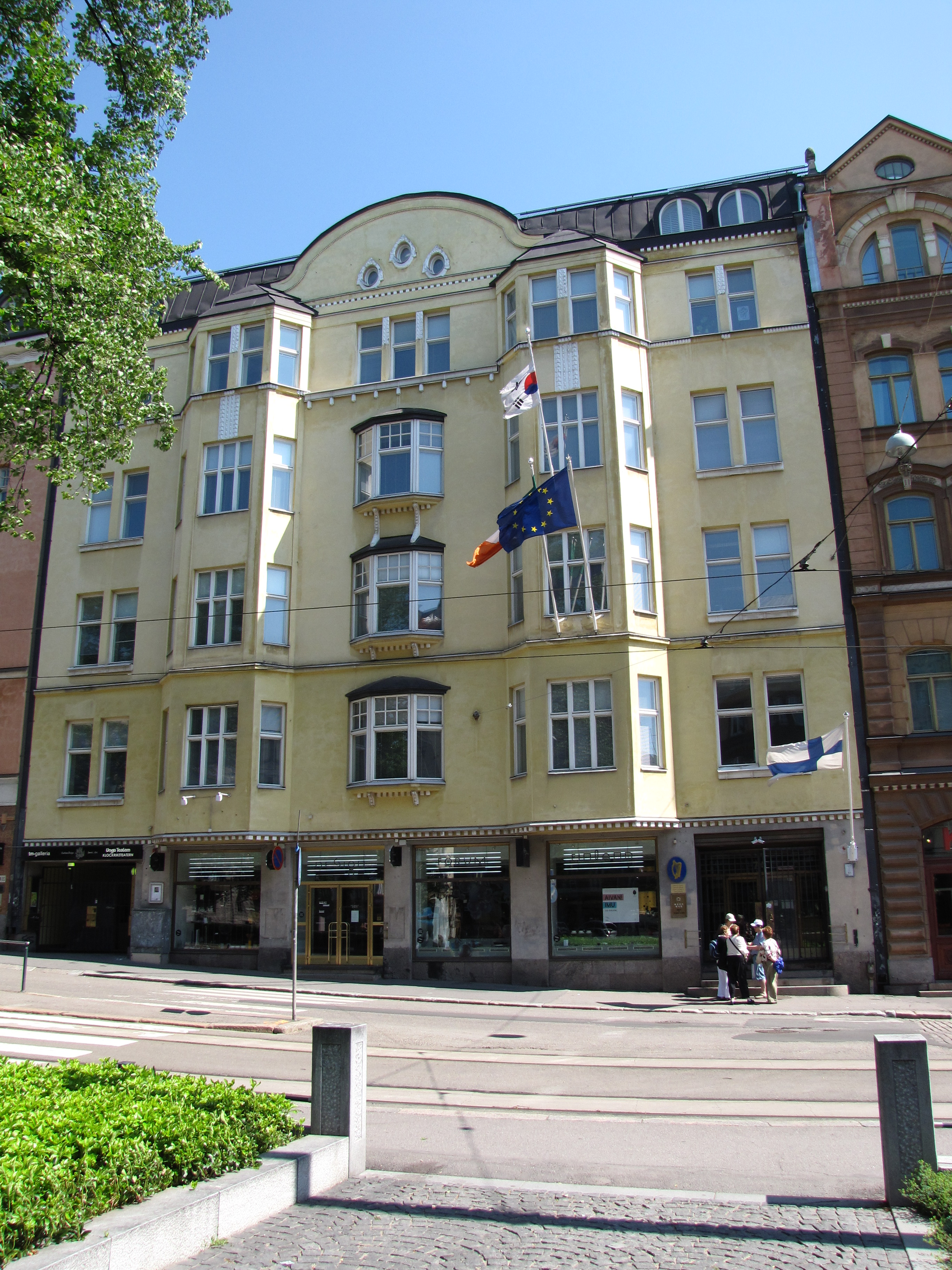
주핀란드 대사관
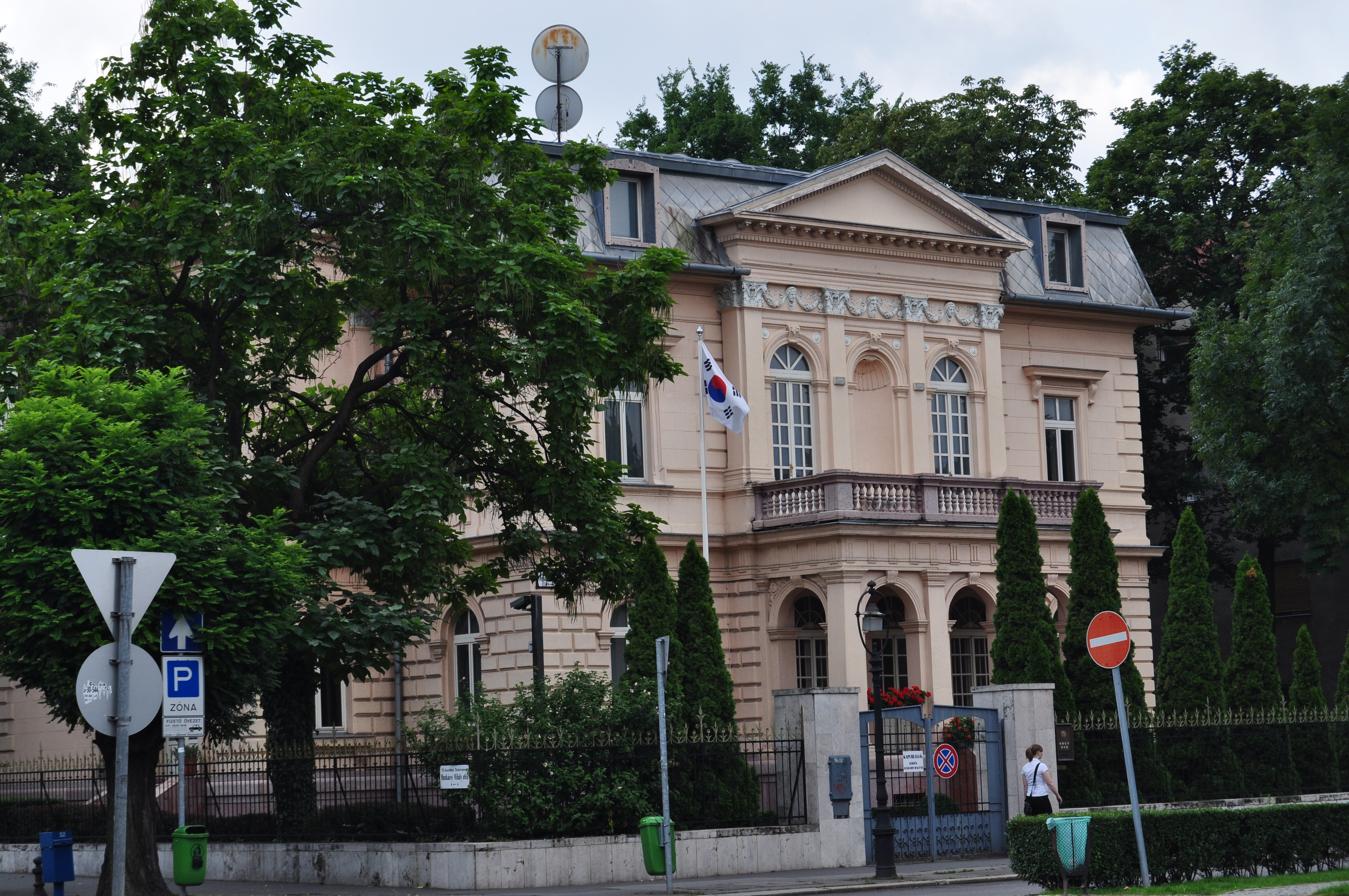
주헝가리 대사관
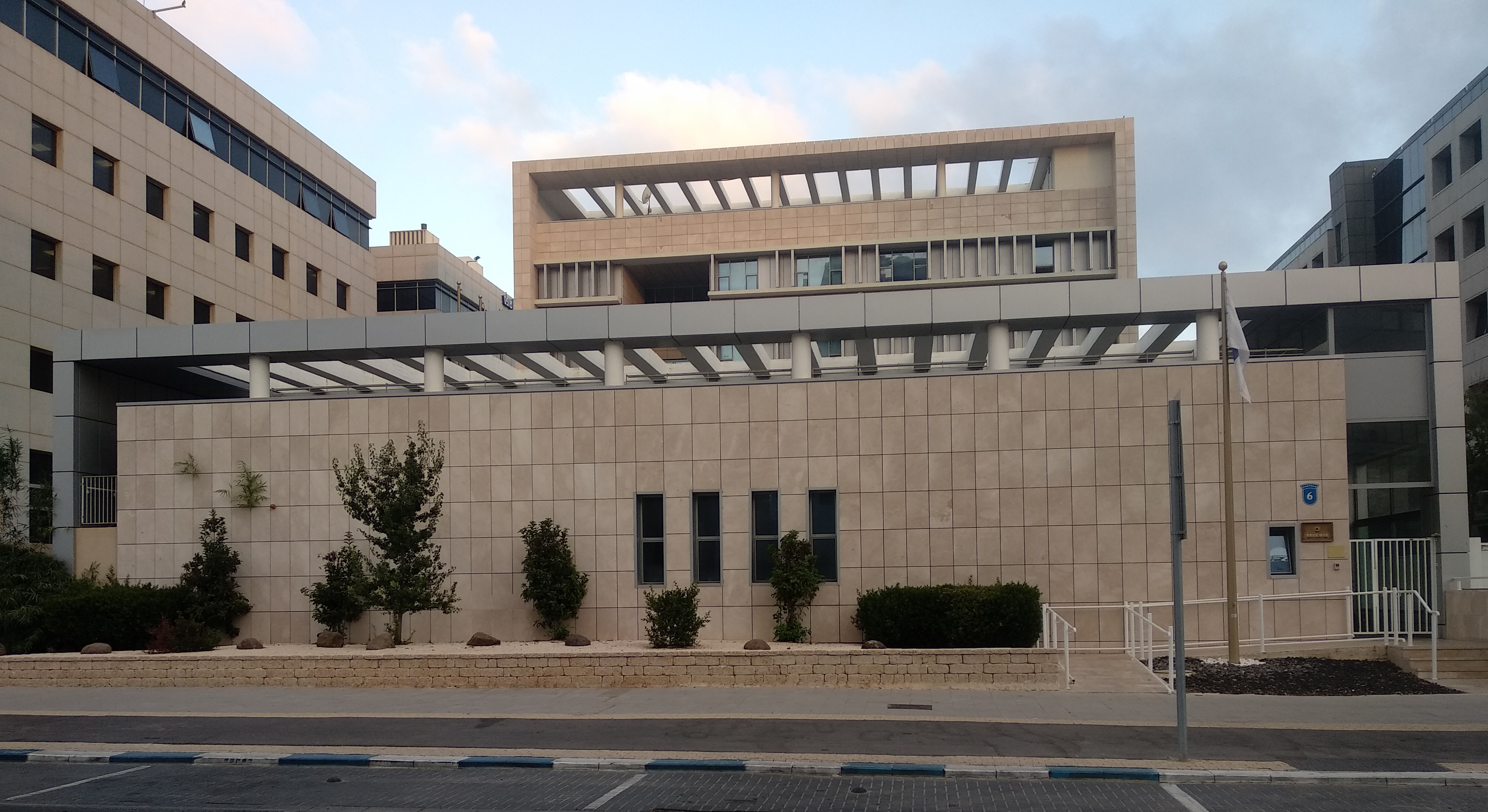
주이스라엘 대사관
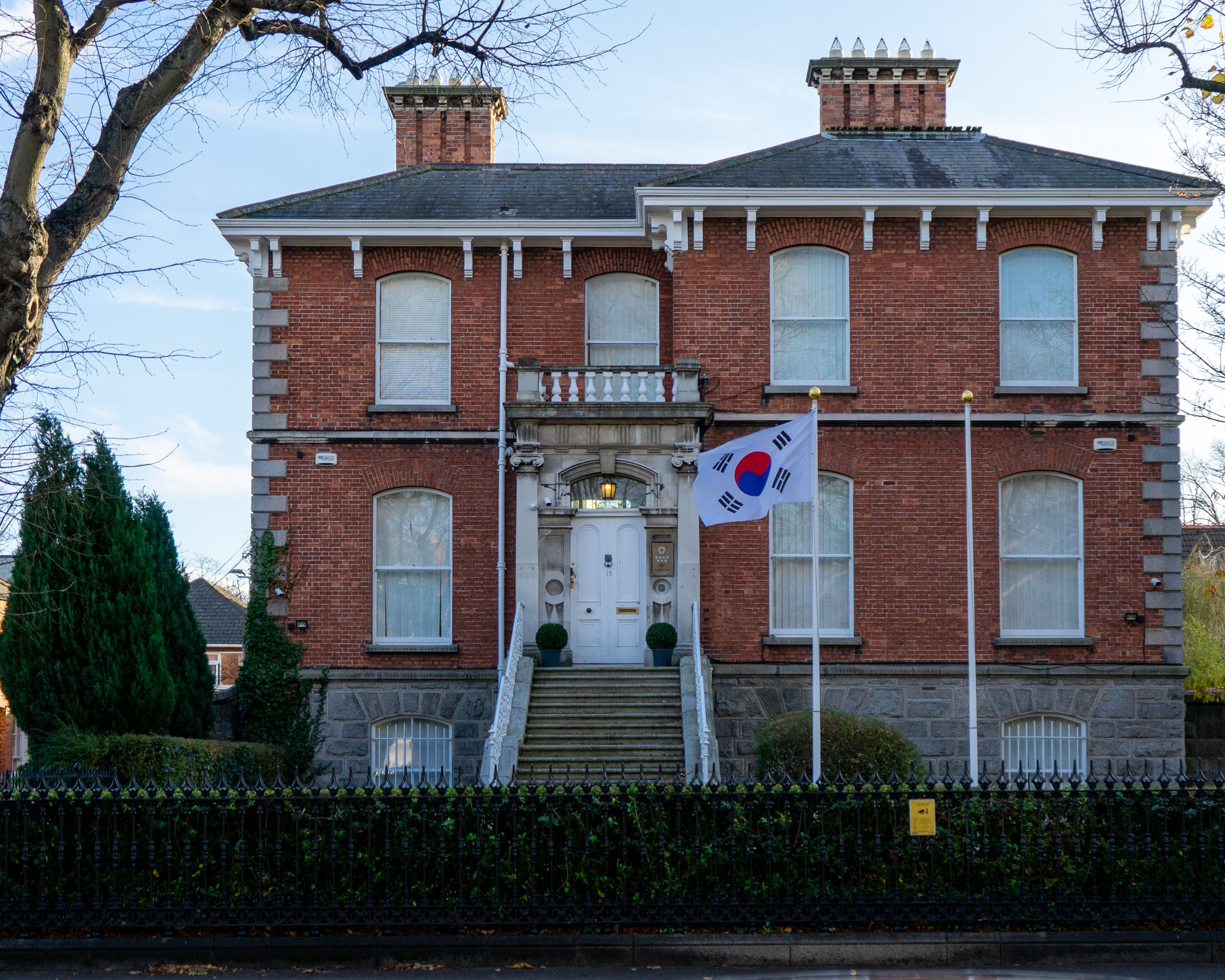
주아일랜드 대사관
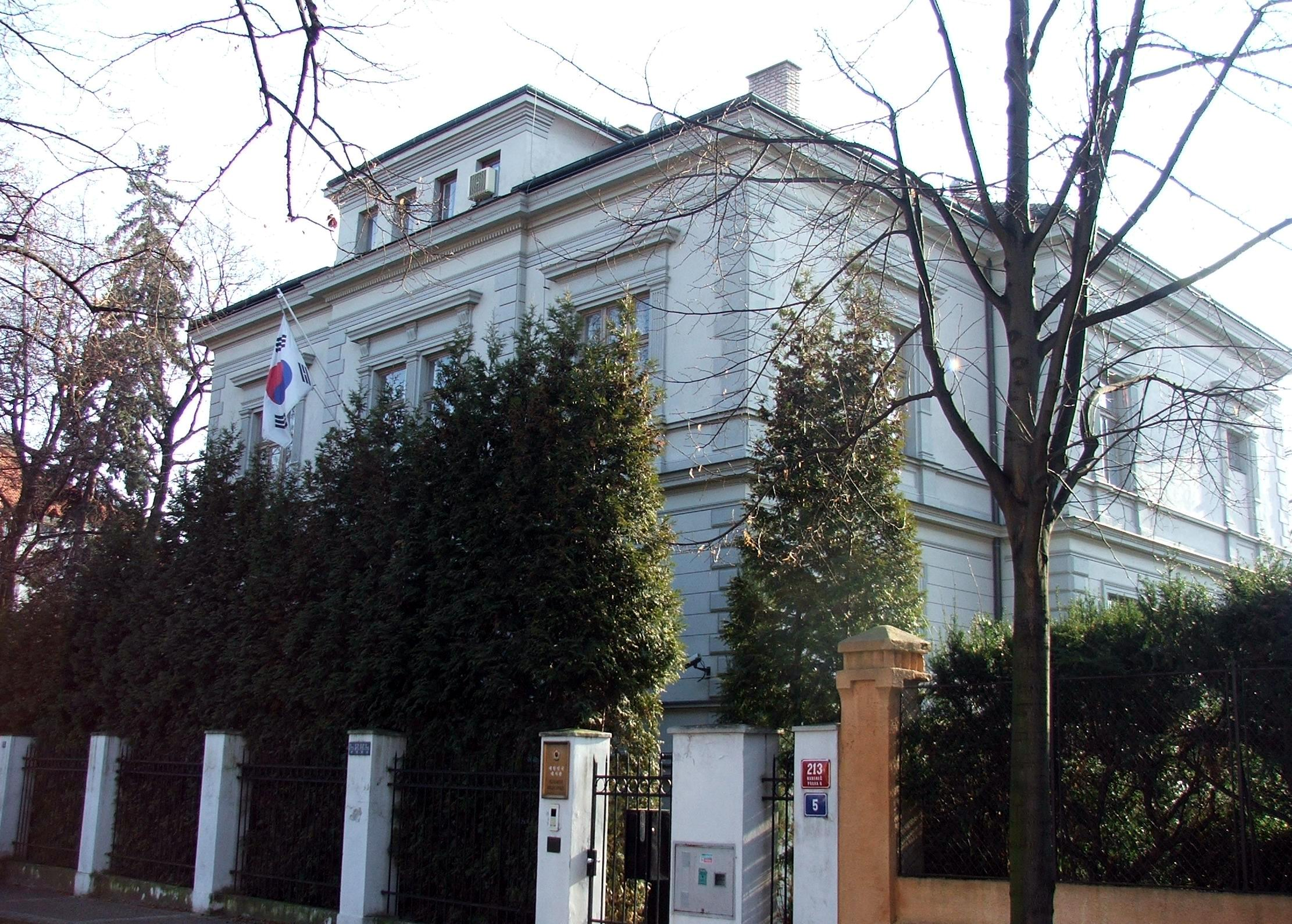
주체코 대사관
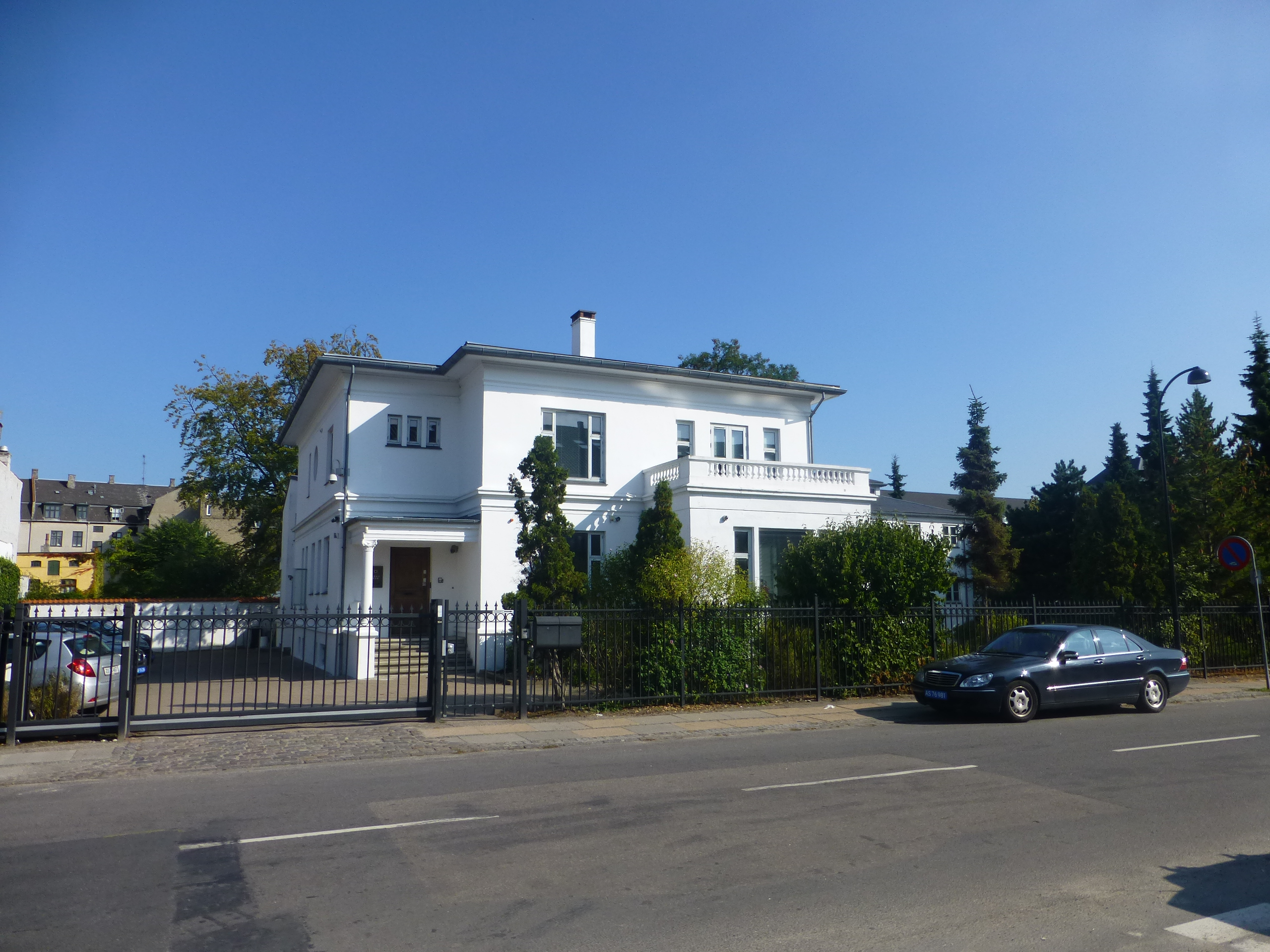
주덴마크 대사관
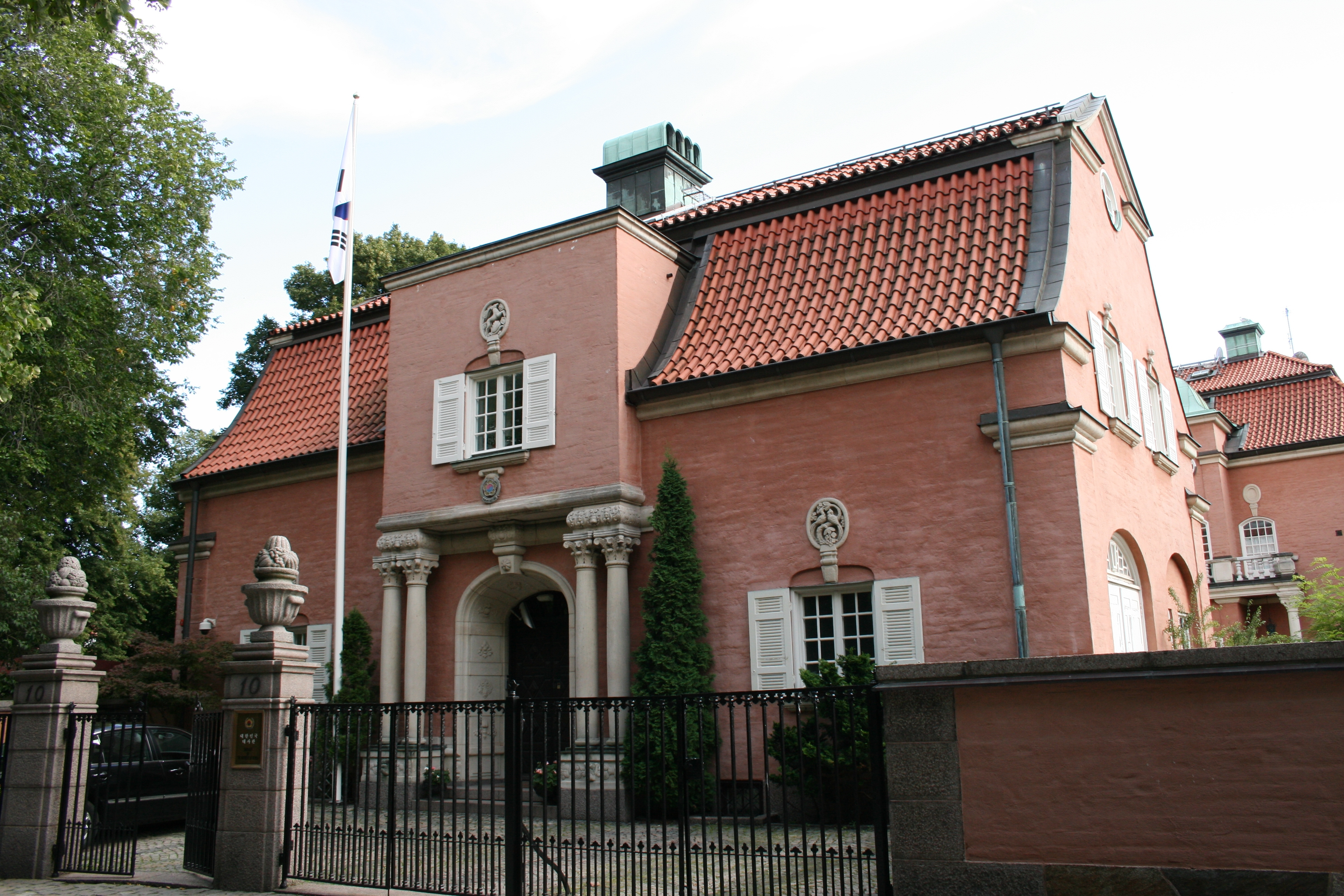
주스웨덴 대사관
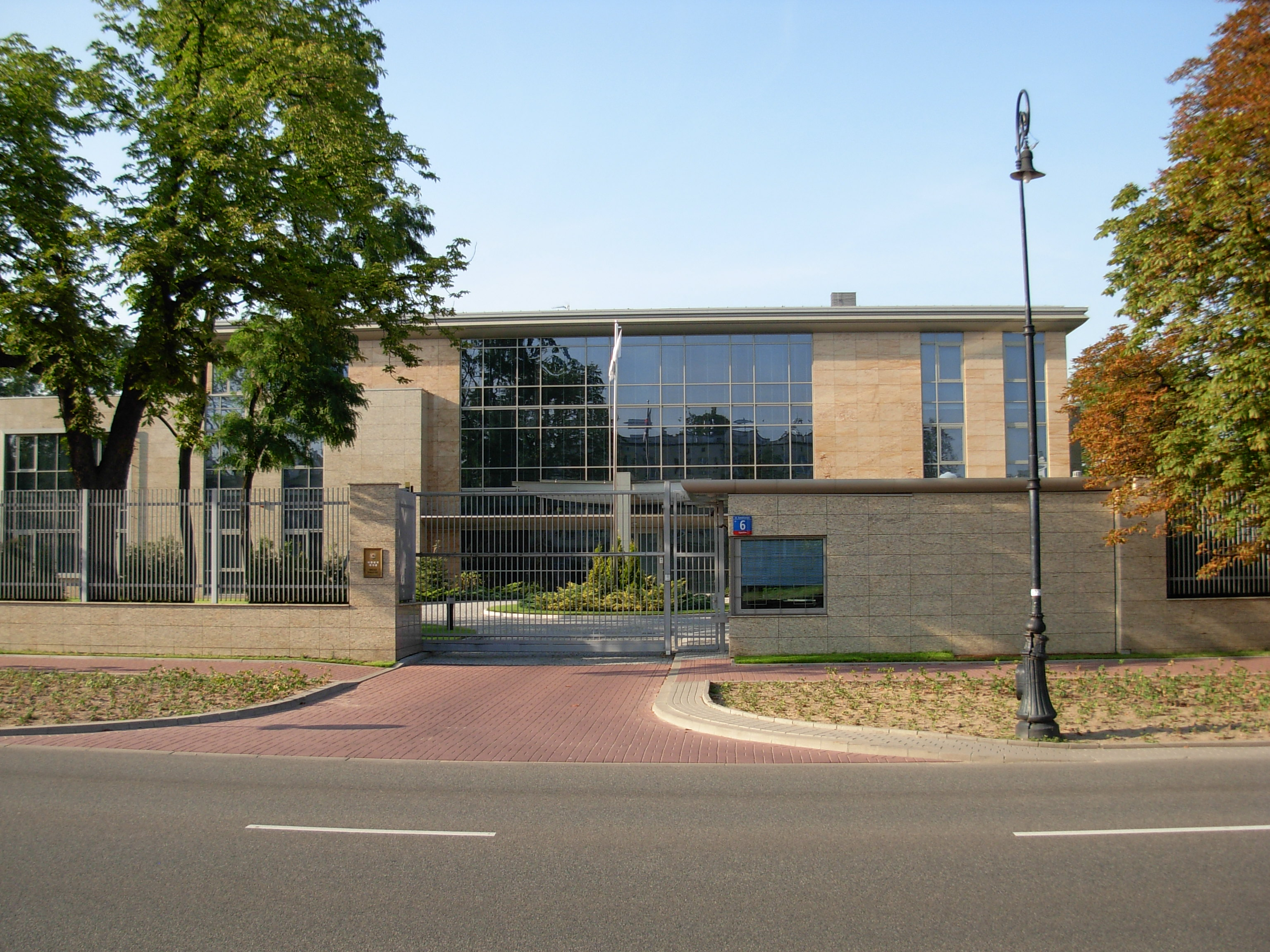
주폴란드 대사관
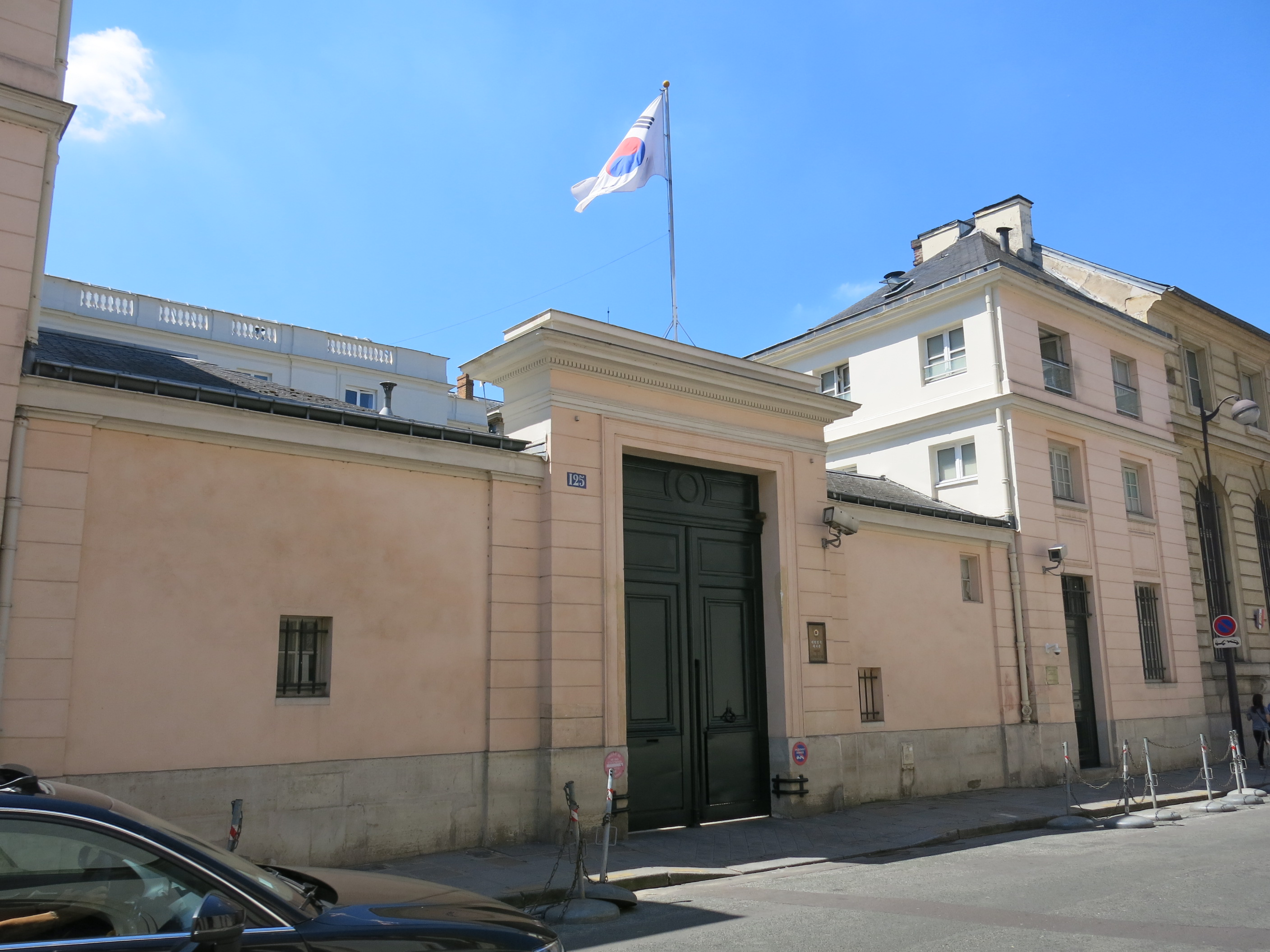
주프랑스 대사관
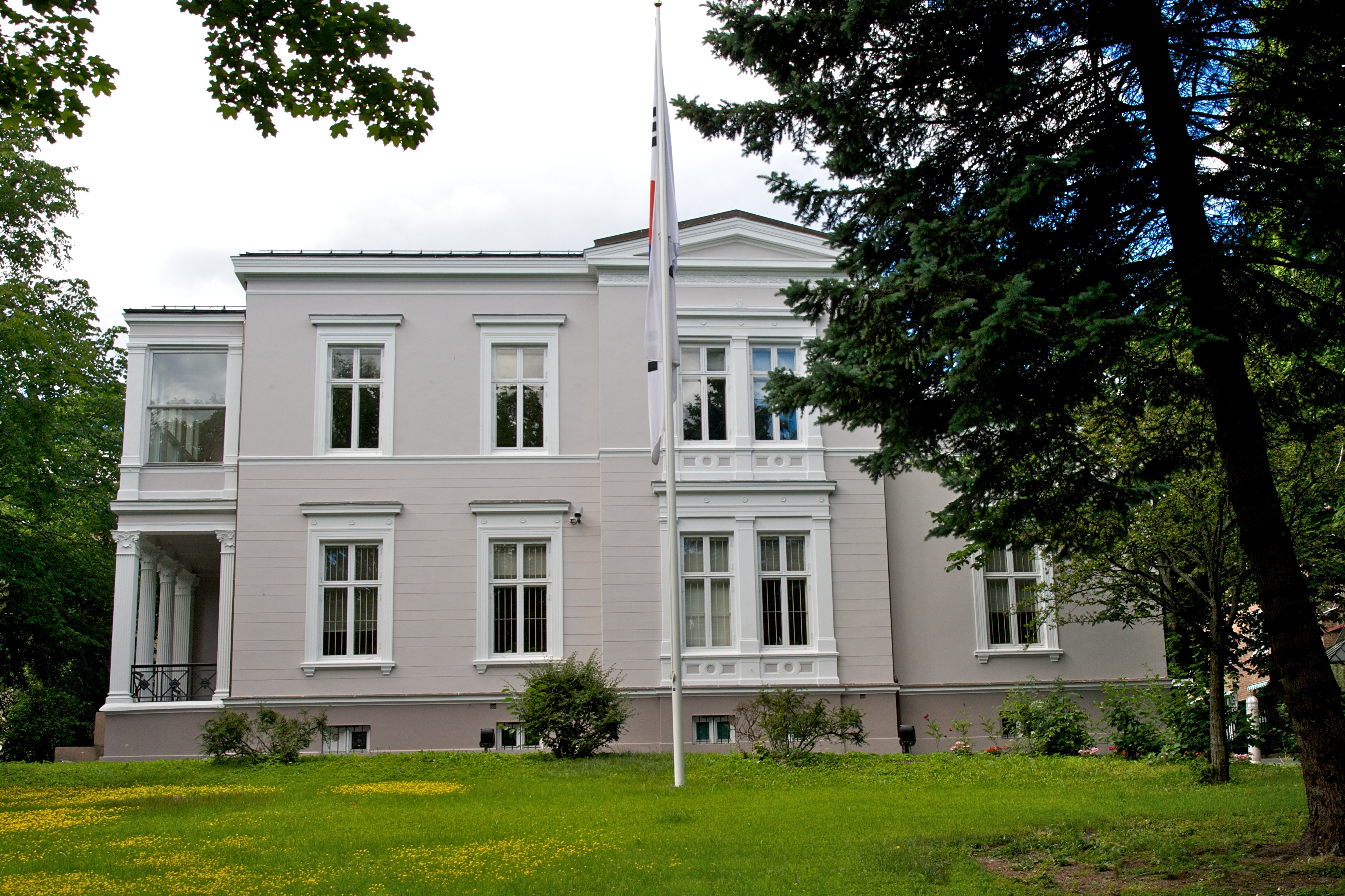
주노르웨이 대사관
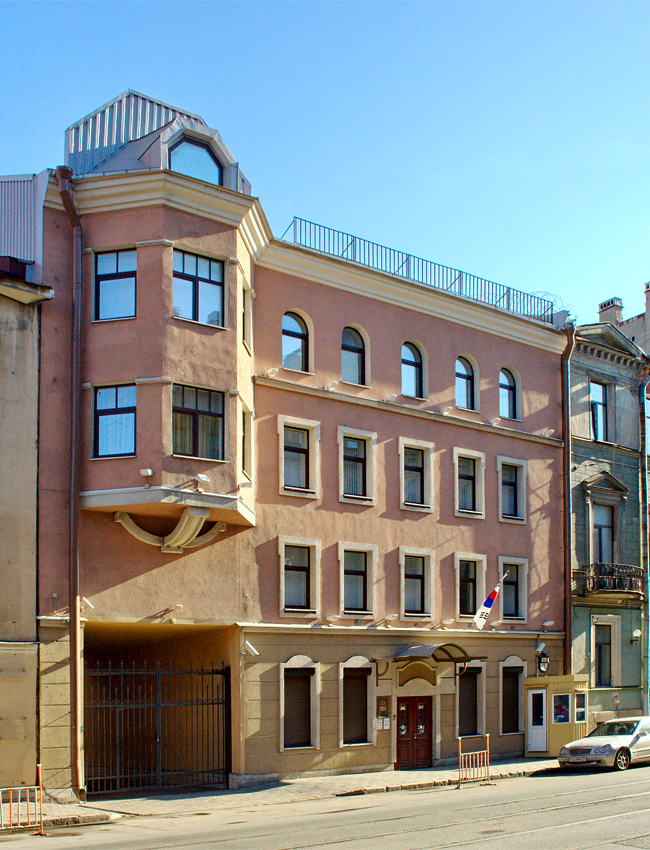
주상트페테르부르크 총영사관

## 같이 보기
- 대한민국 주재 외국공관 목록

### 내용주
1. ↑  오클랜드 지방, 와이카토 지방, 베이오브플렌티 지방, 노스랜드 지방, 기즈번 지방
2. ↑  사바주, 사라왁주
3. ↑  다낭시, 트어티엔후에성, 꽝남성, 꽝응아이성
4. ↑  호찌민시, 꼰뚬시, 카인호아성, 닌투언성, 빈투언성, 동나이성, 바리어붕따우성, 빈즈엉성, 롱안성, 띠엔장성, 벤째성, 빈롱성, 짜빈성, 하우장성, 박리에우성, 까마우성
5. ↑  2021년 탈레반 공세의 여파로 카불이 함락된 후 15th, Tornado Tower, Bldg. 17, Zone 60, St. No. 810, Majlis Al Taawon St., West Bay, Doha, Qatar에서 임시사무소 운영 중.
6. ↑  아루나찰프라데시주, 아삼주, 비하르주, 차티스가르주, 하리아나주, 히마찰프라데시주, 자르칸드주, 라자스탄주, 메갈라야주, 마니푸르주, 미조람주, 나갈랜드주, 오리샤주, 펀자브주, 시킴주, 트리푸라주, 우타라칸드주, 우타르프라데시주, 서벵골주, 델리, 찬디가르, 안다만 니코바르 제도, 잠무 카슈미르, 라다크
7. ↑  마하라슈트라주, 구자라트주, 텔랑가나주, 마디아프라데시주, 고아주, 다드라 나가르하벨리, 다만 디우
8. ↑  타밀나두주, 케랄라주, 카르나타카주, 안드라프라데시주, 푸두체리, 락샤드위프 제도
9. ↑  발리주, 서누사틍가라주, 동누사틍가라주, 말루쿠주, 북말루쿠주
10. ↑  도쿄도, 지바현, 이바라키현, 사이타마현, 도치기현, 군마현
11. ↑  효고현, 돗토리현, 오카야마현, 가가와현, 도쿠시마현
12. ↑  아이치현, 미에현, 후쿠이현, 기후현
13. ↑  나가노현, 니가타현, 도야마현, 이시카와현
14. ↑  홋카이도
15. ↑  아오모리현, 아키타현, 이와테현, 미야기현, 야마가타현, 후쿠시마현
16. ↑  오사카부, 교토부, 시가현, 나라현, 와카야마현
17. ↑  가나가와현, 시즈오카현, 야마나시현
18. ↑  후쿠오카현, 사가현, 나가사키현, 오이타현, 구마모토현, 미야자키현, 가고시마현, 오키나와현
19. ↑  히로시마현, 야마구치현, 시마네현, 에히메현, 고치현
20. ↑  베이징시, 톈진시, 허베이성, 산시성(산서성), 칭하이성, 내몽골자치구, 신장위구르자치구, 티베트자치구
21. ↑  광둥성, 푸젠성, 하이난성, 광시좡족자치구
22. ↑  상하이시, 장쑤성, 저장성, 안후이성
23. ↑  랴오닝성, 지린성, 헤이룽장성
24. ↑  다롄시
25. ↑  산시성(섬서성), 간쑤성, 닝샤후이족자치구
26. ↑  장시성, 후난성, 후베이성, 허난성
27. ↑  쓰촨성, 윈난성, 구이저우성, 충칭시
28. ↑  산둥성
29. ↑  홍콩, 마카오
30. ↑  시엠레아프주, 바탐방주, 파일린, 반떼아이메안체이주, 오다르메안체이주, 프레아비헤아르주
31. ↑  신드주
32. ↑  기마라스주, 남레이테주, 동네그로스주, 동사마르주, 레이테주, 보홀주, 북사마르주, 빌리란주, 사마르주, 서네그로스주, 세부주, 시키호르주, 아클란주, 안티케주, 일로일로주, 카피스주
33. ↑  오스트레일리아수도준주, 사우스오스트레일리아주, 웨스턴오스트레일리아주, 태즈메이니아주
34. ↑  뉴사우스웨일스주, 노던준주, 퀸즐랜드주
35. ↑  퀸즐랜드주
36. ↑  빅토리아주
37. ↑  자메이카 대사관의 분관이다.
38. ↑  워싱턴 D.C., 버지니아주, 메릴랜드주, 웨스트버지니아주
39. ↑  뉴욕주, 코네티컷주, 뉴저지주, 델라웨어주, 펜실베이니아주
40. ↑  필라델피아주, 델라웨어주
41. ↑  애리조나주, 뉴멕시코주, 네바다주, 캘리포니아주 샌루이스오비스포군, 컨군, 샌베르나디노군 이남 지역
42. ↑  메인주, 뉴햄프셔주, 버몬트주, 매사추세츠주, 로드아일랜드주
43. ↑  주로스앤젤레스 총영사관의 관할 구역에 포함되지 않는 캘리포니아주의 각 군, 와이오밍주, 유타주, 콜로라도주
44. ↑  몬태나주, 아이다호주, 오리건주, 워싱턴주, 알래스카주
45. ↑  알래스카주
46. ↑  미시간주, 오하이오주, 인디애나주, 일리노이주, 미주리주, 사우스다코타주, 네브래스카주, 아이오와주, 미네소타주, 위스콘신주, 캔자스주, 노스다코타주, 켄터키주
47. ↑  사우스캐롤라이나주, 노스캐롤라이나주, 앨라배마주, 조지아주, 테네시주, 플로리다주, 푸에르토리코, 미국령 버진아일랜드
48. ↑  하와이주, 아메리칸사모아, 괌, 북마리아나 제도
49. ↑  괌, 북마리아나 제도
50. ↑  텍사스주, 오클라호마주, 아칸소주, 루이지애나주, 미시시피주
51. ↑  댈러스, 포트워스
52. ↑  연방구, 아크리주, 알라고아스주, 아마파, 아마조나스주, 바이아주, 세아라주, 이스피리투산투주, 고이아스주, 마라냥주, 미나스제라이스주, 파라주, 파라이바주, 페르남부쿠주, 피아우이주, 히우그란지두노르치주, 혼도니아주, 호라이마주, 세르지피주, 토칸칭스주
53. ↑  상파울루주, 파라나주, 산타카타리나주, 히우그란지두술주, 마투그로수주, 마투그로수두술주, 리우데자네이루주
54. ↑  오타와, 누나부트준주
55. ↑  퀘백주, 노바스코샤주, 뉴브런즈윅주, 프린스에드워드아일랜드주, 뉴편들랜드주
56. ↑  브리티시컬럼비아주, 앨버타주, 서스캐처원주서북영역, 유콘준주
57. ↑  오타와시를 제외한 온타리오주, 마니토바주
58. ↑  영사 업무는 관할하지 않으며, 주이탈리아 대사관이 해당 업무를 관할한다.
59. ↑  베를린, 브란덴부르크주, 작센안할트주, 작센주, 메클렌부르크포어포메른주, 튀링겐주
60. ↑  헤센주, 바덴뷔르템베르크주, 바이에른주
61. ↑  함부르크주, 브레멘주, 슐레스비히홀슈타인주, 니더작센주
62. ↑  노르트라인베스트팔렌주, 라인란트팔츠주, 자를란트주
63. ↑  모스크바시, 니즈니노브고로드주, 랴잔주, 로스토프주, 리페츠크주, 모스크바주, 벨고로드주, 보로네시주, 볼고그라드주, 브랸스크주, 블라디미르주, 사라토프주, 사마라주, 스몰렌스크주, 스베르들롭스크주, 아스트라한주, 야로슬라블주, 오렌부르크주, 오룔주, 울리야놉스크주, 이바노보주, 첼랴빈스크주, 칼루가주, 코스트로마주, 쿠르간주, 쿠르스크주, 키로프주, 탐보프주, 툴라주, 튜멘주, 트베리주, 펜자주, 다게스탄공화국, 마리옐공화국, 모르도바공화국, 바시키르공화국, 북오세티야공화국, 아디게야공화국, 우드무르트공화국, 인구시공화국, 체첸공화국, 추바시공화국, 카라차예보체르케스카야공화국, 카바르디노발카르공화국, 칼미크공화국, 타타르스탄공화국, 스타브로폴지방, 크라스노다르지방, 페름지방, 야말로네네츠자치구, 한티만시자치구
64. ↑  프리모르스키지방, 하바롭스크지방, 사할린주, 아무르주, 캄차카주, 마가단주, 유대인자치주, 축치자치구
65. ↑  사할린주
66. ↑  상트페테르부르크시, 카렐리야공화국, 코미공화국, 아르한겔스크주, 볼로그다주, 칼리닌그라드주, 레닌그라드주, 무르만스크주, 노브고로드주, 프스코프주, 네네츠자치구
67. ↑  이르쿠츠크주, 사하공화국, 부랴트공화국, 하카스공화국, 투바공화국, 알타이공화국, 케메로보주, 노보시비르스크주, 옴스크주, 톰스크주, 자바이칼지방, 크라스노야르스크지방, 알타이지방
68. ↑  카탈루냐지방, 발렌시아지방, 발레아레스 제도
69. ↑  카나리아 제도
70. ↑  토스카나주, 움브리아주, 라치오주, 아브루초주, 마르케주, 캄파니아주, 풀리아주, 몰리세주, 칼라브리아주, 사르데냐, 시칠리아
71. ↑  피에몬테주, 발레다오스타주, 롬바르디아주, 리구리아주, 트렌티노알토아디제주, 베네토주, 프리울리베네치아줄리아주, 에밀리아로마냐주
72. ↑  아스타나시, 동카자흐스탄주, 카라간다주, 코스타나이주, 악퇴베주, 파블로다르주, 아크몰라주, 망기스타우주, 서카자흐스탄주, 아티라우주, 북카자흐스탄주, 아바이주, 울리타우주
73. ↑  알마티, 심켄트시, 알마티주, 잠빌주, 투르키스탄주, 키질로르다주, 제티수주
74. ↑  이스탄불주, 에디르네주, 키르클라렐리주, 테키르다주, 차나칼레주, 부르사주, 코자엘리주, 사카리아주, 발리케시르주, 빌레지크주, 얄로바주
75. ↑  리야드주, 자우프주, 하일주, 카심주, 나지란주, 동부주, 북부 변경주
76. ↑  메카주, 메디나주, 타부크주, 바하주, 아시르주, 지잔주
77. ↑  아부다비 토후국
78. ↑  두바이 토후국, 샤르자 토후국, 아지만 토후국, 라스알카이마 토후국, 움알쿠와인 토후국, 푸자이라 토후국
79. ↑  아르빌주, 다후크주, 술라이마니야주, 할라브자주
80. ↑  아부자, 아비아주, 카노주, 아다마와주, 에보니주, 카치나주, 케비주, 아남브라주, 코기주, 플래토주, 바우치주, 에누구주, 콰라주, 곰베주, 소코토주, 베누에주, 이모주, 나사라와주, 타라바주, 보르노주, 지가와주, 나이저주, 요베주, 카두나주, 잠파라주
81. ↑  라고스주, 오군주, 오순주, 에키티주, 온도주, 오요주, 아콰이봄주, 바이엘사주, 크로스리버주, 델타주, 에도주, 리버스주
82. ↑  영사 및 재외 국민 보호 업무는 관할하지 않으며, 주이스라엘 대사관이 해당 업무를 관할한다.
83. ↑  주남아프리카 공화국 대한민국 대사관 산하 분관으로 신설될 예정이다.
84. ↑  주베네수엘라 대한민국 대사관 산하 분관으로 재개설될 예정이다.
85. ↑  주자메이카 대한민국 대사관 킹스턴 분관에서 승격하는 형식으로 재개설될 예정이다.
86. ↑  플로리다주, 푸에르토리코, 미국령 버진아일랜드
87. ↑  마카오
88. ↑  베를린, 브란덴부르크주, 작센주, 작센안할트주, 튀링겐주, 함부르크주, 메클렌부르크포어포메른주, 슐레스비히홀슈타인주, 브레멘주, 니더작센주
89. ↑  암스테르담시
90. ↑  오키나와현

### 참조주
1. 1 2 3 4  대통령령 제4991호
2. 1 2 3 4  대통령령 제6111호
3. 1 2  대통령령 제7197호
4. 1 2 3 4  대통령령 제5754호
5. ↑  외무부령 제186호
6. 1 2 3  대통령령 제17697호
7. ↑  대통령령 제6931호
8. 1 2 3  대통령령 제7217호
9. 1 2 3 4 5  대통령령 제8671호
10. 1 2 3 4  대통령령 제15071호
11. ↑  “말레이시아 대한민국대사관”. 《네이버 기관단체사전》. 2017년 11월 17일에 확인함.
12. ↑  외교부령 제103호
13. 1 2 3 4 5  대통령령 제13010호
14. 1 2 3 4 5 6 7  각령 제962호
15. ↑  대통령령 제7673호
16. 1 2  대통령령 제7049호
17. 1 2 3 4  대통령령 제13827호
18. 1 2  대통령령 제29638호
19. 1 2  대통령령 제13885호
20. ↑  대통령령 제11232호
21. ↑  대통령령 제11323호
22. ↑  대통령령 제6344호
23. ↑  대통령령 제8744호
24. ↑  대통령령 제5446호
25. ↑  대통령령 제7815호
26. 1 2 3  대통령령 제7326호
27. 1 2 3  대통령령 제10025호
28. ↑  “인도 대한민국대사관”. 《네이버 기관단체사전》. 2017년 11월 17일에 확인함.
29. 1 2 3 4 5 6  대통령령 제9872호
30. 1 2 3 4 5 6  대통령령 제10766호
31. 1 2  대통령령 제17071호
32. 1 2  외교통상부령 제28호
33. 1 2  대통령령 제19166호
34. ↑  대통령령 제2437호
35. 1 2 3  대통령령 제2789호
36. 1 2 3  대통령령 제6907호
37. ↑  외교부령 제76호
38. ↑  “일본 대한민국대사관”. 《네이버 기관단체사전》. 2017년 11월 17일에 확인함.
39. ↑  대통령령 제2328호
40. 1 2 3 4 5 6 7 8 9 10 11 12  대통령령 제2386호
41. 1 2 3 4  대통령령 제7135호
42. 1 2 3 4 5 6 7  대통령령 제20901호
43. 1 2 3 4 5  대통령령 제8887호
44. 1 2  대통령령 제13725호
45. ↑  대통령령 제17207호
46. ↑  외교통상부령 제9호
47. 1 2 3  대통령령 제17966호
48. ↑  외교통상부령 제120호
49. 1 2 3 4 5  대통령령 제19659호
50. 1 2  대통령령 제21241호
51. ↑  대통령령 제18522호
52. ↑  대통령령 제14216호
53. ↑  “홍콩 대한민국총영사관”. 《네이버 기관단체사전》. 2017년 11월 17일에 확인함.
54. 1 2  대통령령 제2885호
55. ↑  대통령령 제15710호
56. ↑  외교부령 제36호
57. 1 2  “타이 대한민국대사관”. 《네이버 기관단체사전》. 2017년 11월 17일에 확인함.
58. ↑  대통령령 제3395호
59. 1 2  대통령령 제3575호
60. 1 2  대통령령 제11261호
61. 1 2 3 4 5 6 7 8 9 10 11 12 13  대통령령 제16005호
62. 1 2 3  외교통상부령 제7호
63. 1 2 3 4 5 6 7 8 9  대통령령 제7593호
64. 1 2 3 4  대통령령 제10424호
65. 1 2  “필리핀 대한민국대사관”. 《네이버 기관단체사전》. 2017년 11월 17일에 확인함.
66. ↑  외교부령 제11호
67. 1 2  “오스트레일리아 대한민국대사관”. 《네이버 기관단체사전》. 2017년 11월 17일에 확인함.
68. ↑  외교부령 제91호
69. 1 2  외교통상부령 제128호
70. 1 2 3  대통령령 제13152호
71. 1 2 3 4 5 6 7 8 9 10  대통령령 제20179호
72. 1 2 3 4  외교통상부령 제90호
73. ↑  “미국 대한민국대사관”. 《네이버 기관단체사전》. 2017년 11월 17일에 확인함.
74. ↑  “뉴욕 대한민국총영사관”. 《네이버 기관단체사전》. 2017년 11월 17일에 확인함.
75. 1 2 3 4  대통령령 제3970호
76. ↑  외교부령 제79호
77. ↑  “로스앤젤레스 대한민국총영사관”. 《네이버 기관단체사전》. 2017년 11월 17일에 확인함.
78. 1 2 3  대통령령 제9397호
79. 1 2  대통령령 제12520호
80. ↑  “샌프란시스코 대한민국총영사관”. 《네이버 기관단체사전》. 2017년 11월 17일에 확인함.
81. 1 2  대통령령 제3445호
82. 1 2 3 4  대통령령 제8230호
83. ↑  “호놀룰루 대한민국총영사관”. 《네이버 기관단체사전》. 2017년 11월 17일에 확인함.
84. ↑  대통령령 제8438호
85. ↑  외교통상부령 제139호
86. 1 2 3 4 5  대통령령 제6666호
87. ↑  각령 제777호
88. 1 2  대통령령 제5363호
89. 1 2 3 4 5  대통령령 제2090호
90. ↑  대통령령 제6949호
91. 1 2 3  대통령령 제12221호
92. 1 2 3  대통령령 제2640호
93. 1 2 3 4 5 6  대통령령 제15824호
94. ↑  대통령령 제4074호
95. ↑  대통령령 제34627호
96. ↑  대통령령 제11774호
97. ↑  대통령령 제7088호
98. 1 2  대통령령 제6399호
99. ↑  “독일대사관”. 《네이버 기관단체사전》. 2017년 11월 17일에 확인함.
100. 1 2  대통령령 제11535호
101. ↑  외교통상부령 제14호
102. ↑  외교통상부령 제128호
103. 1 2 3 4 5 6 7 8 9 10 11 12  대통령령 제13704호
104. ↑  외교통상부령 제65호
105. 1 2 3 4 5 6 7 8 9  대통령령 제33887호
106. ↑  대통령령 제12912호
107. ↑  대통령령 제17508호
108. ↑  대통령령 제19860호
109. 1 2 3 4  각령 제1387호
110. 1 2 3  대통령령 제13974호
111. ↑  대통령령 제28733호
112. ↑  대통령령 제8163호
113. 1 2  “영국 대한민국대사관”. 《네이버 기관단체사전》. 2017년 11월 17일에 확인함.
114. 1 2  “이탈리아 대한민국대사관”. 《네이버 기관단체사전》. 2017년 11월 17일에 확인함.
115. ↑  외교부령 제24호
116. ↑  외교통상부령 제52호
117. 1 2  대통령령 제26261호
118. ↑  대통령령 제31558호
119. ↑  “튀르키예 대한민국대사관”. 《네이버 기관단체사전》. 2017년 11월 17일에 확인함.
120. ↑  대통령령 제32905호
121. ↑  대통령령 제12847호
122. 1 2  “프랑스 대한민국대사관”. 《네이버 기관단체사전》. 2017년 11월 17일에 확인함.
123. ↑  대통령령 제12534호
124. ↑  대통령령 제12618호
125. 1 2  대통령령 제4504호
126. ↑  대통령령 제10273호
127. ↑  대통령령 제10234호
128. 1 2  대통령령 제8133호
129. 1 2 3  외교통상부령 제117호
130. 1 2 3  대통령령 제23446호
131. 1 2  대통령령 제6619호
132. 1 2  대통령령 제11477호
133. ↑  대통령령 제12934호
134. ↑  대통령령 제12067호
135. ↑  대통령령 제12774호
136. ↑  외교부령 제41호
137. 1 2  대통령령 제14023호
138. ↑  “이집트 대한민국대사관”. 《네이버 기관단체사전》. 2017년 11월 17일에 확인함.
139. 1 2 3 4  대통령령 제14641호
140. ↑  대통령령 제9530호
141. ↑  대통령령 제9805호
142. ↑  외교통상부령 제70호
143. 1 2  대통령령 제7644호
144. ↑  대통령령 제12270호
145. 1 2  대통령령 제14745호
146. ↑  대통령령 제22760호
147. ↑  대통령령 제24237호
148. 1 2  대통령령 제6575호
149. ↑  대통령령 제8566호
150. ↑  대통령령 제3590호
151. 1 2  대통령령 제15258호
152. 1 2  대통령령 제12286호
153. ↑  대통령령 제23952호
154. ↑  “UN 대한민국대표부”. 《네이버 기관단체사전》. 2017년 11월 17일에 확인함.
155. ↑  “제네바 대한민국대표부”. 《네이버 기관단체사전》. 2017년 11월 17일에 확인함.
156. 1 2 3 4 5 6 7  “내년까지 룩셈부르크·수리남 등 재외공관 12개 추가 개설”. 《뉴스1》. 2023년 11월 7일. 2024년 4월 30일에 확인함.
157. 1 2 3  대통령령 제13273호
158. ↑  대통령령 제9043호
159. ↑  대통령령 제6748호
160. 1 2 3 4  대통령령 제12719호
161. ↑  대통령령 제7996호
162. 1 2  대통령령 제11743호
163. ↑  대통령령 제5812호
164. 1 2  대통령령 제5773호
165. ↑  대통령령 제17276호